# Arthur Schopenhauer

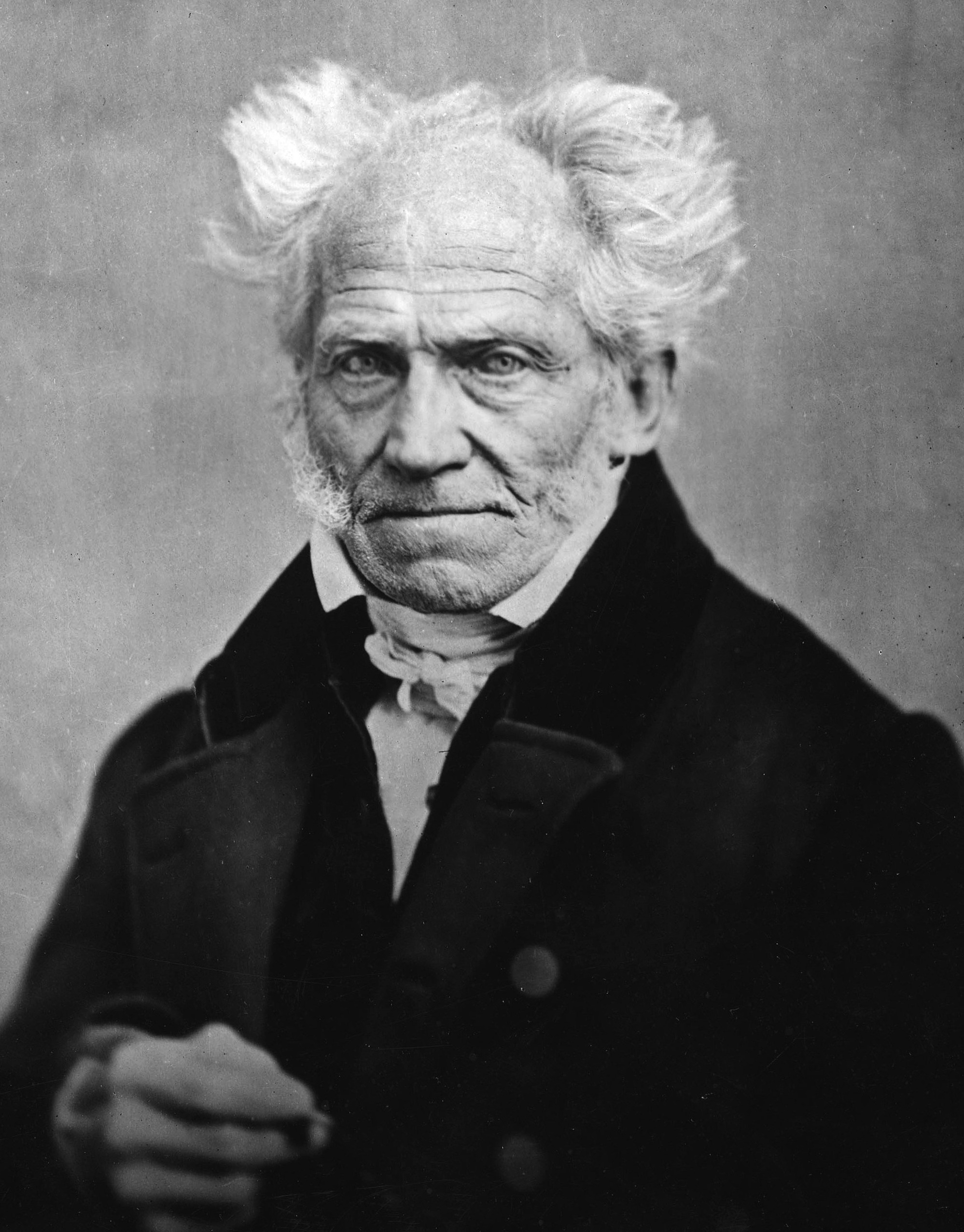
Arthur Schopenhauer. Fotografie von Johann Schäfer (1855)

Arthur Schopenhauer (* 22. Februar 1788 in Danzig; † 21. September 1860 in Frankfurt am Main) war ein deutscher Philosoph und Hochschullehrer.
Schopenhauer entwarf eine Lehre, die gleichermaßen Erkenntnistheorie, Metaphysik, Ästhetik und Ethik umfasst. Er sah sich selbst als Schüler und Vollender Immanuel Kants, dessen Philosophie er als Vorbereitung seiner eigenen Lehre auffasste. Weitere Anregungen bezog er aus der Ideenlehre Platons und aus Vorstellungen indischer Philosophien. Innerhalb der Philosophie des 19. Jahrhunderts entwickelte er eine eigene Position des subjektiven Idealismus und vertrat als einer der ersten Philosophen im deutschsprachigen Raum die Überzeugung, dass der Welt ein irrationales Prinzip zugrunde liegt.

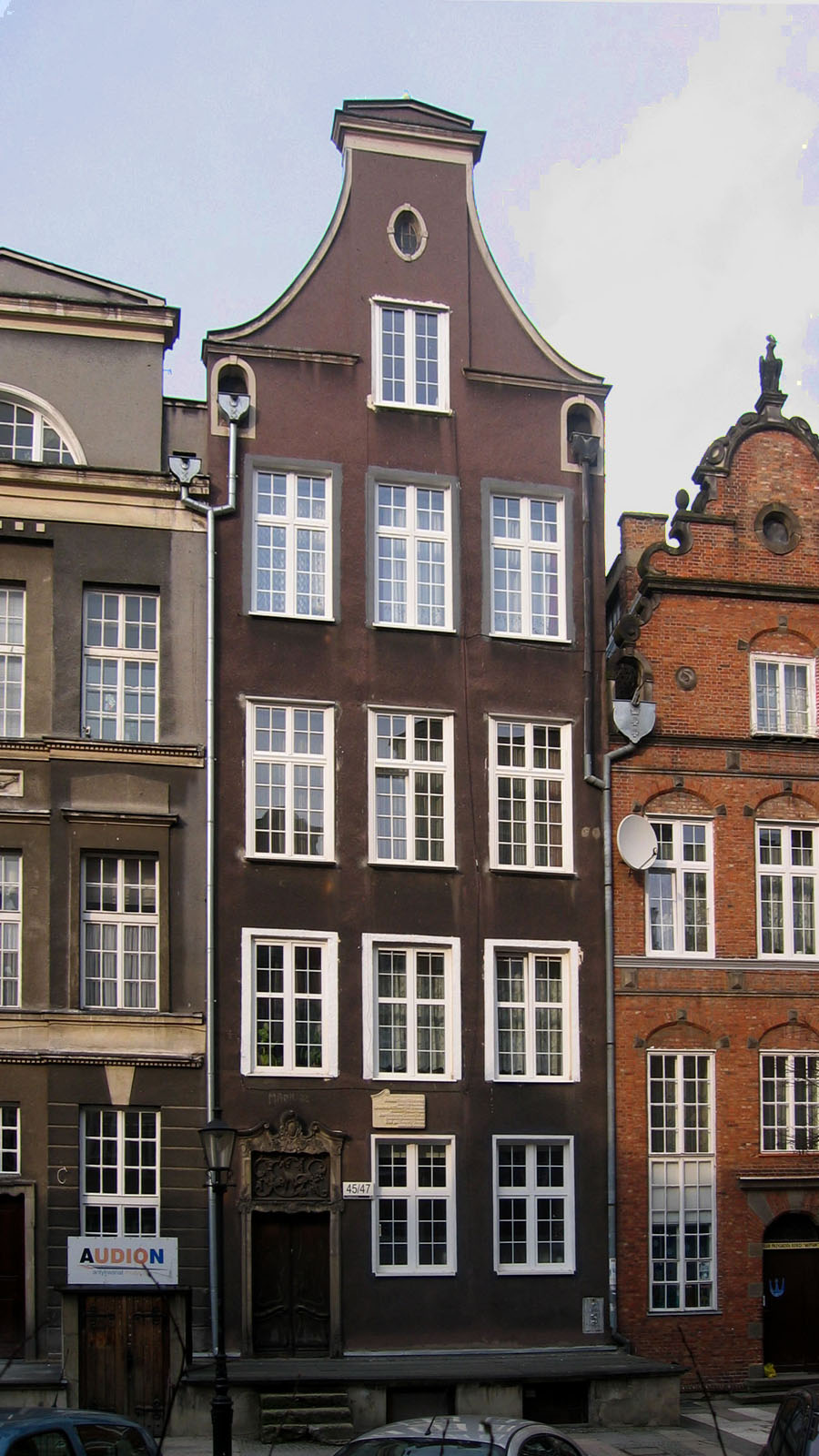
Arthur Schopenhauers Geburtshaus in Danzig, damals Heiliggeistgasse, heute ul. Św. Ducha

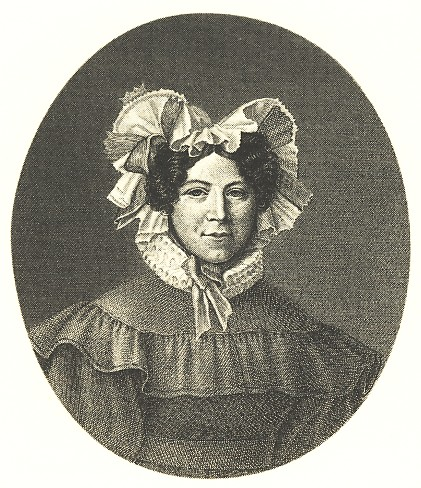
Johanna Schopenhauer, um 1800

## Leben und Werk

### Herkunft und frühe Jahre
Die Vorfahren Arthur Schopenhauers stammten meist aus dem Danziger Werder zwischen Elbing und Danzig. Der Großvater Andreas Schopenhauer (1720–1793) war ein sehr vermögender Kaufmann in Danzig, dessen Frau Anna Renata Soersman Tochter eines niederländischen Kaufmanns. Der Großvater mütterlicherseits Christian Heinrich Trosiener (1730–1797) war ebenfalls Kaufmann in Danzig und Ratsherr aus dem mittleren Stand. Die Großmutter Elisabeth Lehmann war die Tochter eines Apothekers.
Der Vater Heinrich Floris Schopenhauer (1747–1805) übernahm das Unternehmen und einen Teil der Güter des Großvaters. 1785 heiratete er die 18-jährige Johanna Trosiener (1766–1838). Diese Ehe war zwar standesmäßig eine gute Wahl für sie, dennoch verlief sie nicht besonders glücklich für beide.
Am 22. Februar 1788 wurde Arthur in Danzig in der Heilige-Geist-Gasse 114 geboren. Seine Kindheit verbrachte er auch auf einem Hof der Familie in Oliva.
1793 zog der Vater mit der Familie nach Hamburg, als preußische Truppen infolge der zweiten polnischen Teilung die Übergabe der Stadt Danzig erzwangen. Er verließ damit seine Güter in der Stadt, denn sein republikanischer Freiheitssinn lehnte die preußische Herrschaft in der Freien Hansestadt Danzig ab.
Die Familie ließ sich zunächst am Neuen Weg 76 in der Hamburger Altstadt nieder und zog 1797 in ein größeres Haus im Neuen Wandrahm 92, wo sich dann auch der Geschäftsbereich befand. Dort wurde 1797 Schopenhauers Schwester Adele Schopenhauer geboren.

### Ausbildung zum Kaufmann
Heinrich Schopenhauer hatte für seinen Sohn Arthur den in der Familie traditionellen Kaufmannsberuf vorgesehen und ihn deshalb in die dafür vorbereitende Hamburger Erziehungsanstalt unter der Leitung von Johann Heinrich Christian Runge geschickt. Seine damaligen Schulfreunde waren der spätere Ministerresident Carl Godeffroy und der spätere Weinhändler und Senator Georg Christian Lorenz Meyer. Arthur absolvierte schnell das in der Handelsschule Erlernbare und bat den Vater eindringlich, ein Gymnasium besuchen zu dürfen. Der Vater hielt dies jedoch für überflüssig und bot ihm stattdessen eine gemeinsame, längere Bildungsreise durch Europa an. Arthur willigte ein und bereiste, nachdem er mehrere Wochen zum Erlernen der englischen Sprache in Wimbledon verbracht hatte, von 1803 bis 1804 Holland, England, Frankreich, die Schweiz, Österreich, Schlesien und Preußen.

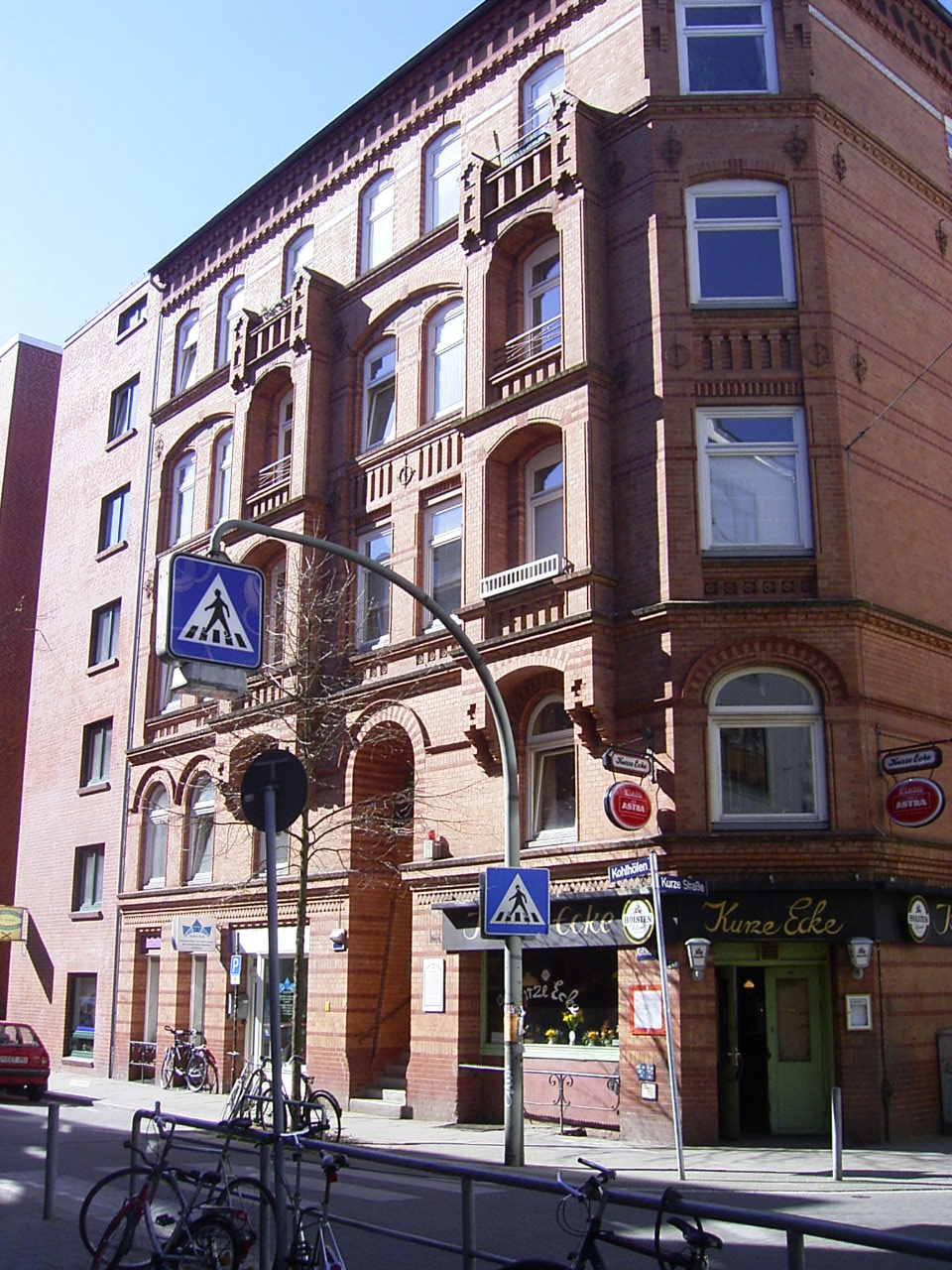
Schopenhauers Hamburger Wohnung 1805–1807: Kohlhöfen

Von September bis Dezember 1804 begann Schopenhauer auf Wunsch des Vaters eine Kaufmannslehre im Danziger Handelshaus von Jacob Kabrun, mit dem der Vater befreundet war. Dorthin begleitete ihn seine Mutter.
1805 kehrten sie nach Hamburg zurück und er setzte seine Kaufmannslehre im Unternehmen Jenisch fort. Am 20. April des Jahres wurde der Vater tot im Fleet hinter seinem Haus gefunden. Er litt unter Depressionen und war wahrscheinlich vom Dachspeicher gestürzt, vermutet wurde ein Suizid.
Nach Auflösung des väterlichen Geschäfts und dem Verkauf des Wandrahms 92 wohnte die Familie vorübergehend von 1805 bis 1806 in einer Wohnung in den Kohlhöfen 29 nahe dem Großneumarkt. 1806 zog seine Mutter mit seiner jüngeren Schwester, der späteren Schriftstellerin Adele Schopenhauer, nach Weimar. Johanna Schopenhauer zählte zu den frühen Romanschriftstellerinnen und verfasste beispielsweise auch eine kunsthistorische Abhandlung zur Ölmalerei van Eycks. In Weimar sollte sie einen vielbeachteten Salon führen, in dem auch Goethe verkehrte. Arthur blieb allein in Hamburg zurück und war nun frei zu entscheiden, ob er pflichtgemäß seine Kaufmannslehre fortsetzen oder seiner Neigung zu einem geistigen Beruf nachgehen wolle.

### Hinwendung zur Philosophie

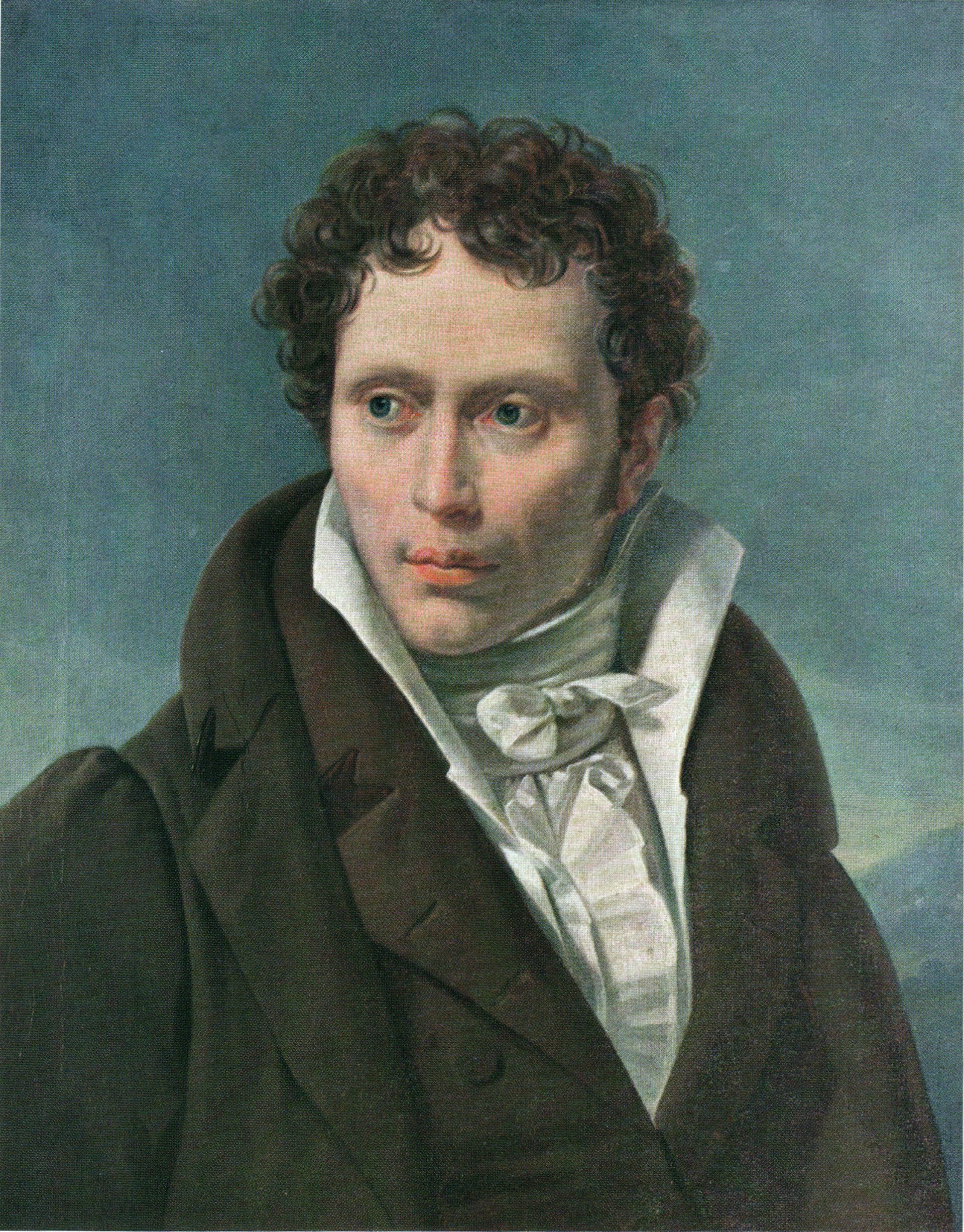
Arthur Schopenhauer als junger Mann, porträtiert 1815 von Ludwig Sigismund Ruhl

Schopenhauer brach seine Lehre ab und wurde im Juni 1807 auf Ratschlag Carl Ludwig Fernows Schüler des Gymnasialdirektors Doering am Gymnasium Illustre in Gotha. Noch im selben Jahr übersiedelte er, wie zuvor seine Mutter und seine Schwester, nach Weimar, wo sein wichtigster Lehrer Franz Passow wurde. Der junge Schopenhauer pflegte Umgang mit dem Schriftsteller Johannes Daniel Falk und dem Dichter und Priester Zacharias Werner. Ein Jugendfreund war der spätere klassische Philologe Friedrich Gotthilf Osann (1794–1858). Im Jahre 1809 verliebte Schopenhauer sich unglücklich in die elf Jahre ältere 32-jährige Schauspielerin und Opernsängerin Karoline Jagemann, seinerzeit die Geliebte des Herzogs Carl August von Sachsen-Weimar-Eisenach. Für sie schrieb er sein einziges überliefertes Liebesgedicht.
Volljährig geworden bekam Schopenhauer seinen Anteil am väterlichen Erbe ausgezahlt. Durch diesen erheblichen Geldbetrag wurde er vermögend und frei von finanziellen Sorgen. 1809 begann er an der Universität Göttingen ein Studium der Medizin, das er jedoch bald zugunsten der Philosophie aufgab. Den Doktortitel der Philosophie an der Universität Jena erhielt Schopenhauer am 2. Oktober 1813 (magna cum laude) für seine Schrift Ueber die vierfache Wurzel des Satzes vom zureichenden Grunde, welche er während seines Aufenthaltes im Gasthof „Zum Ritter“ in der Residenzstadt Rudolstadt im Sommer desselben Jahres vollendet hatte. Dem Prüfungsgremium saß der Dekan Heinrich Karl Eichstädt vor.
Zu den ersten Lesern seines Werks gehörte der Dichter und Naturforscher Johann Wolfgang von Goethe. Goethe war bereits vorher über seinen Kontakt zur Mutter Schopenhauers, die in Weimar einen literarischen Salon unterhielt, auf ihn aufmerksam geworden. Häufigere Begegnungen mit Goethe folgten, der in dieser Zeit seine Farbenlehre ausformulierte. Diese, der newtonschen Lehre widersprechende Theorie fand in Schopenhauer einen ihrer wenigen Unterstützer. Als Schopenhauer begann, mit größerem Selbstbewusstsein eigene, abweichende Thesen zu vertreten, löste sich das enge Verhältnis allmählich. Gleichwohl hatte Schopenhauer zeitlebens große Bewunderung für Goethe.
Durch Friedrich Majer wurde Schopenhauer mit der altindischen Philosophie des Brahmanismus bekannt gemacht. 1814 überwarf er sich mit seiner Mutter und ging nach Dresden, wo er in Literatenkreisen verkehrte und Studien in den reichen Sammlungen und Bibliotheken der Stadt trieb. 1815 veröffentlichte Schopenhauer eine eigene Farbenlehre mit dem Titel Ueber das Sehn und die Farben. Diese entstand in Korrespondenz mit Goethe und erschien 1816 im Druck.

### Auseinandersetzung mit dem Verleger
Anschließend entwarf Schopenhauer sein Hauptwerk Die Welt als Wille und Vorstellung, das Anfang 1819 bei F. A. Brockhaus erschien und später noch erheblich erweitert werden sollte. Der Philosoph war schon zu diesem Zeitpunkt von der geistesgeschichtlichen Bedeutung seiner Arbeit überzeugt, obwohl sie zunächst rein wirtschaftlich kein Erfolg wurde. Die erste Auflage war erst nach dreißig Jahren vergriffen.
Der Briefwechsel zwischen Schopenhauer und seinem Verleger ist ein aufschlussreiches Zeitdokument. Modern war an Schopenhauer seine Auffassung von der Philosophie als einer speziellen Art von Schriftstellerei. Sein langer Kampf gegen Setzfehler passte zu seiner väterlichen Prägung vom penibel kalkulierenden Kaufmann und zu dem Bewusstsein, eine bedeutende Schrift verfasst zu haben. Diese Penibilität und eine gewisse Rechthaberei äußerten sich u. a. darin, dass er in einem Anhang zu seinem Hauptwerk, in welchem er die Kant’sche Philosophie kritisierte, sehr detailliert alle Auflagen der Kant’schen Werke nach begrifflichen Abweichungen untersuchte. Dies geschah vor dem Hintergrund, dass nach seiner Auffassung die erste Auflage, nicht aber die späteren, mit seiner eigenen Philosophie verträglich sei.
Schopenhauer verstand sich aber auch als Bewahrer der deutschen Sprache und verbot nicht nur zur Bewahrung der Schärfe philosophischer Formulierungen, sondern auch aus sprachlichen Gründen, sämtliche Änderungen seines Manuskripts, vor allem Anpassungen an den zeitgenössischen Sprachgebrauch. Dadurch verzögerte sich die Herausgabe, so dass es nicht pünktlich zur Leipziger Buchmesse im September 1818 erscheinen konnte. War er anfangs noch ganz geschmeidig und höflich („… Euer Wohlgeboren …“) mit Friedrich Arnold Brockhaus umgegangen, änderte sich dies schnell, nachdem der Kontrakt unterzeichnet war und erste Abweichungen auftauchten. Er sah sich als herausragenden, aber schlecht bezahlten Autor und beklagte sich:

„Ich habe nicht des Honorars wegen geschrieben, wie die Unbedeutsamkeit desselben von selbst beweist; sondern um ein lange durchdachtes und mühsam ausgearbeitetes Werk, die Frucht vieler Jahre, ja eigentlich meines ganzen Lebens, durch den Druck zur Aufbewahrung und Mitteilung zu bringen. Woraus folgt, daß Sie nicht etwa mich anzusehen und zu behandeln haben wie Ihre Konversationslexikons-Autoren und ähnliche schlechte Skribler, mit denen ich gar nichts gemein habe als den zufälligen Gebrauch von Tinte und Feder.“

In einem anderen Brief an Brockhaus schreibt Schopenhauer: „Es liegt am Tage, daß bei Ihnen Wort und That, Versprechen und Halten, zwei sehr verschiedene Dinge sind.“ Brockhaus’ Erwiderung fiel scharf aus. Er sprach Schopenhauer ab, ein Ehrenmann zu sein, und weigerte sich, „etwaige Briefe“ seines Autors anzunehmen,
„die ohnehin in ihrer göttlichen Grobheit und Rusticität eher auf einen Vetturino [einen Lohnkutscher], als einen Philosophen schließen lassen möchten […] Ich hoffe nur, daß meine Befürchtung, an Ihrem Werke bloß Makulatur zu drucken, nicht in Erfüllung gehen werde.“ Am gleichen Tag schrieb Brockhaus:

„Was ich zu thun habe, weiß ich selbst und bedarf dazu keiner Erinnerung, die in den sackgroben Formen, worin Sie solche bieten, ohnehin immer entgegengesetzte Wirkungen hervorbringen.“

### Reisen und Berliner Jahre
Im September 1818 trat der Privatgelehrte eine Reise nach Italien an, die ihn über Venedig, Rom, Neapel und Paestum nach Mailand führte. Dort erreichte ihn im Juni 1819 die Nachricht vom Zusammenbruch des Danziger Handelshauses A. L. Muhl & Co., bei dem er einen Teil seines Vermögens deponiert hatte. Er brach die Reise ab, um die Angelegenheit an Ort und Stelle zu regeln, wobei es erneut zu Spannungen zwischen ihm und seiner Mutter kam.
Seine finanziell prekäre Situation veranlasste ihn, sich um eine Dozentur an der Universität Berlin zu bewerben.
1820 begann Schopenhauer die Lehrtätigkeit an der noch jungen Berliner Universität. Dabei kam es zu dem berühmten Streit mit Hegel. Schopenhauer setzte seine Vorlesungen zeitgleich mit denen Hegels an, hatte aber nur wenige Zuhörer, da die Studenten Hegels Vorlesung bevorzugten. Bald begann er, die Universitätsphilosophie zu verachten. Als das Handelshaus Muhl 1821 seine Forderungen beglich, verließ er die Universität und setzte seine Italienreise fort.
Ab 1821 unterhielt er mehrere Jahre lang ein Verhältnis mit der damals 19-jährigen Opernsängerin Caroline Medon. Er misstraute jedoch ihrem Gesundheitszustand und ihren möglichen Absichten, so dass es nie zu einer Heirat kam.
In dieser Zeit kam es auch zur Marqet-Affäre. Caroline Louise Marqet, eine 47-jährige Näherin, hatte Schopenhauer durch ihr lautes Gespräch mit zwei anderen Frauen im Vorzimmer seiner Wohnung derartig in Rage gebracht, dass er sie schließlich handgreiflich hinauswarf, wobei sie stürzte. Die derart Behandelte klagte daraufhin gegen Schopenhauer, weil sie von seiner rohen Behandlung ein andauerndes Zittern des Armes zurückbehalten habe. Sie bekam nach einem fünfjährigen Prozess durch alle Instanzen schließlich vor dem Kammergericht Recht und ihr wurde eine Vierteljahresrente von 15 Talern zugesprochen, bis das Zittern wieder verschwunden sei. Zum Urteilsspruch bemerkte Schopenhauer sarkastisch, dass „sie wohl so klug sein wird, das Zittern des Arms nicht einzustellen“. Er musste die Rente bis zu Marquets Tod 20 Jahre später zahlen, den er mit dem Satz kommentierte: „Obit anus, abit onus“ (Die Alte stirbt, die Last vergeht).
Nach längeren, zum Teil krankheitsbedingten Aufenthalten in München, Bad Gastein und Dresden kehrte er erst im April 1825 nach Berlin zurück und unternahm einen erneuten Versuch, eine universitäre Laufbahn einzuschlagen. Außer einer ambivalenten Besprechung der Welt als Wille und Vorstellung durch Jean Paul fanden seine Ideen noch keine Resonanz.
Während seiner Aufenthalte in Berlin von 1820 bis 1831 wohnte Schopenhauer nacheinander in der heutigen Dorotheenstraße 83 (damals Nr. 34), in der Kronenstraße 55, Niederlagstraße 4, in der Leipziger Straße 78, in der Dorotheenstraße 90 (damals Nr. 30) und zuletzt in der Behrenstraße 70 und 17 in Berlin-Mitte. Bei Ausbruch einer Choleraepidemie in Berlin floh Schopenhauer 1831 – anders als Hegel, der ihr vermutlich zum Opfer fiel  – nach Frankfurt am Main, wo er den Winter verbrachte. Die immer noch mit ihm liierte Medon ging nicht mit ihm aus Berlin fort, da er verlangte, dass sie ihren außerehelichen, damals im neunten Lebensjahr stehenden Sohn Carl Ludwig Gustav Medon (1823–1905) zurücklassen solle; dies führte zum Bruch. Im Alter von 43 Jahren interessierte er sich nochmals für ein junges Mädchen, nämlich die 17-jährige Flora Weiss, die den wesentlich älteren Verehrer jedoch abwies. Nach einem Aufenthalt in Mannheim vom Juli 1832 bis Juni 1833 ließ er sich am 6. Juli 1833 endgültig in Frankfurt nieder.

### Frankfurter Jahre

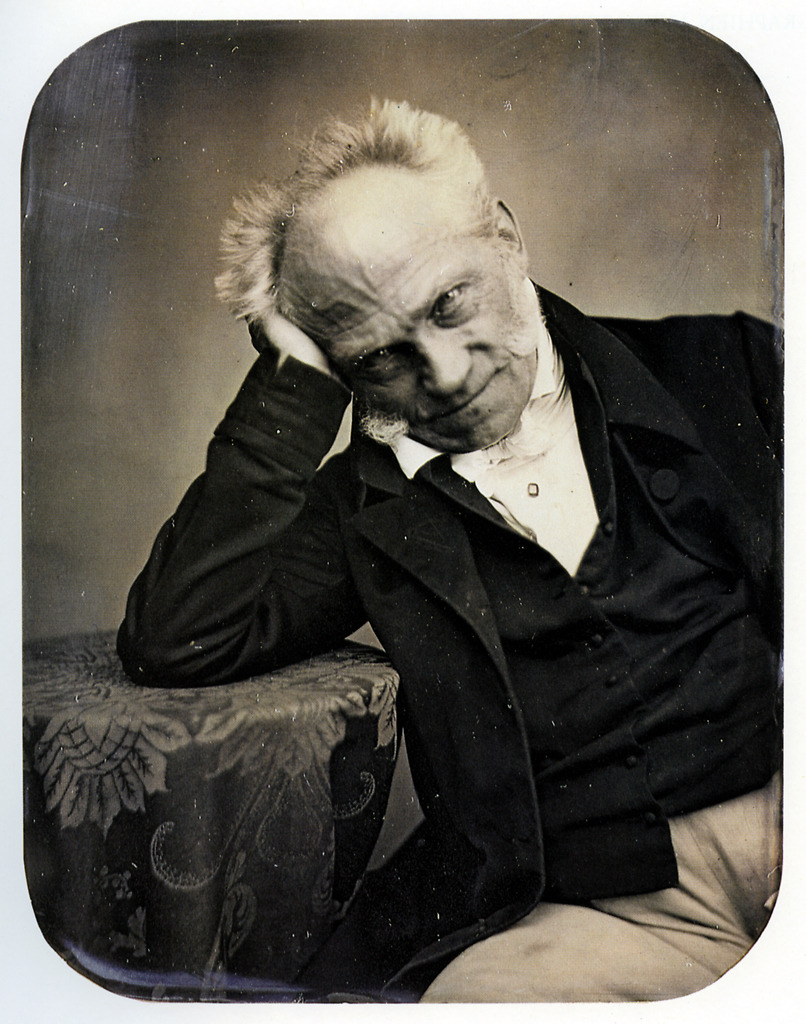
Schopenhauer auf einer Daguerreotypie aus dem Jahr 1852

Nach langem Schweigen meldete sich Schopenhauer 1836 mit seinem Werk Ueber den Willen in der Natur wieder zu Wort. 1837 griff er in die Gestaltung der Gesamtausgabe der Schriften Immanuel Kants ein, indem er erfolgreich für die Aufnahme der ersten Fassung der Kritik der reinen Vernunft anstatt der zweiten Fassung plädierte.
1838 starb Schopenhauers Mutter. Im folgenden Jahr krönte die Königlich Norwegische Societät der Wissenschaften seine Preisschrift Ueber die Freiheit des menschlichen Willens. 1841 erschien sie zusammen mit einer anderen, nicht gekrönten Preisschrift, Ueber das Fundament der Moral, unter dem zusammenfassenden Titel Die beiden Grundprobleme der Ethik.
Als bedeutendster einer Reihe von „Aposteln und Evangelisten“ Schopenhauers war 1840 Julius Frauenstädt aufgetreten, weshalb Schopenhauer ihn „Erzevangelist“ nannte. Zuvor hatte schon Friedrich Dorguth (von Schopenhauer daher „Urevangelist“ genannt) auf Schopenhauer aufmerksam gemacht. 1843 nannte er in seiner Schrift Die falsche Wurzel des Idealrealismus den immer noch wenig bekannten Schopenhauer einen Denker von weltgeschichtlicher Bedeutung.
Mit 55 Jahren bezog der Philosoph, der bis dahin meist zur Untermiete gewohnt hatte, am Mainufer, an der Schönen Aussicht 17, eine eigene Wohnung, die er 16 Jahre lang behielt. Als das Schopenhauerhaus aber ist die Nachbaradresse in die Geschichte eingegangen, das riesige Palais Schöne Aussicht 16, sein Sterbehaus.

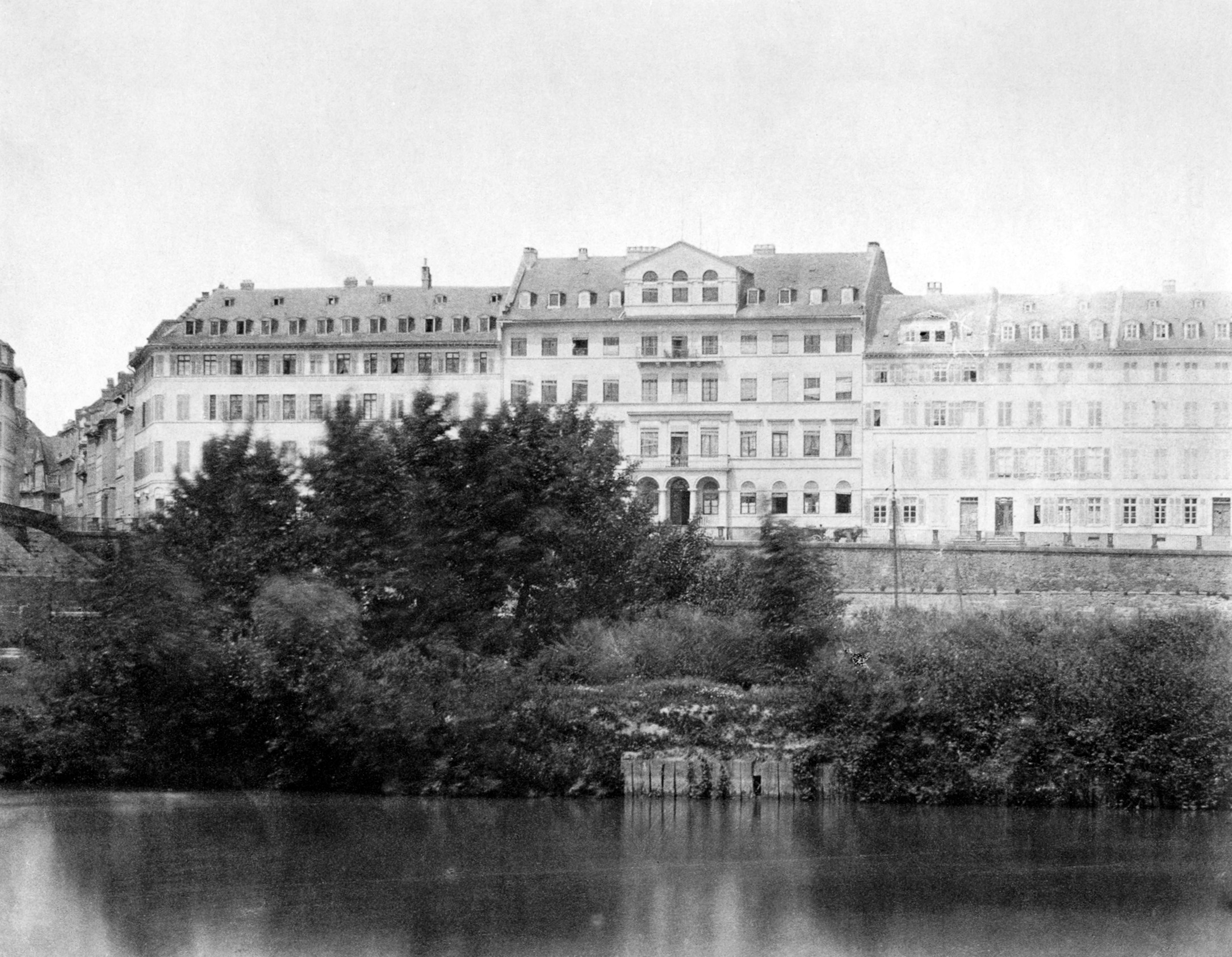
Eine der frühesten fotografischen Detailaufnahmen des Schopenhauerhauses, 1861
(Fotografie von Carl Friedrich Mylius)

1843 hatte Schopenhauer den zweiten Band seines Hauptwerkes vollendet und wandte sich erneut an den Verlag, der inzwischen von Heinrich Brockhaus geleitet wurde, mit der Bitte um Veröffentlichung. Nach einem Briefwechsel, der von gegenseitigem Respekt zeugt, erschien 1844 die ergänzte und überarbeitete 2. Auflage von Die Welt als Wille und Vorstellung.

Arthur Schopenhauer, (1855) von Jules Lunteschütz.

1851 kamen die Parerga und Paralipomena (2 Bände) mit den Aphorismen zur Lebensweisheit heraus.
Richard Wagner ließ dem von ihm verehrten Schopenhauer seine Dichtung Der Ring des Nibelungen überreichen. Julius Frauenstädts Brief über die Schopenhauer’sche Philosophie erschien. Eine Serie von Schopenhauer-Porträts von Jules Lunteschütz, Julius Hamel und anderen Künstlern entstand. Im Mai 1857 besuchte Friedrich Hebbel Schopenhauer.
Im Sommer des Jahres 1859 rettete der häufig als Misanthrop bezeichnete Schopenhauer – er nannte seinen Hund immer dann „Mensch“, wenn er sich über ihn ärgerte – den neunjährigen Julius Frank vor dem Ertrinken.
Die ihm erst spät angetragene Mitgliedschaft in der Königlichen Akademie der Wissenschaften in Berlin lehnte Schopenhauer ab.
Am 9. September 1860 erkrankte er an einer Lungenentzündung. Nach bereits monatelangen „Atmungsbeschwerden mit starkem Herzklopfen im Gehen“ starb Schopenhauer daran schließlich am 21. September 1860 im Alter von 72 Jahren in der Schönen Aussicht 16 in Frankfurt am Main. Am 26. September wurde er, nachdem er testamentarisch verfügt hatte, dass sein Leichnam nach der Todesfeststellung sechs Tage ruhig und unangetastet im Bett belassen werden sollte, auf dem Frankfurter Hauptfriedhof beigesetzt.
Erst nach seinem Tod wurde 1864 seine Schrift Eristische Dialektik (Technik des Diskutierens) veröffentlicht. Schopenhauer formuliert darin 38 rhetorische Kunstgriffe, die es ermöglichen sollen, aus Streitgesprächen als Sieger hervorzugehen, sogar wenn Tatsachen gegen die eingenommene Position sprächen. Die polemisch gegen den Diskussionsstil seiner Zeitgenossen gerichteten Kunstgriffe liefern Beispiele für rabulistische Argumentation und bieten Hinweise auf die durch sie verursachten Fehlschlüsse.

## Philosophie
Unter dem Einfluss Platons und Kants vertrat Schopenhauer in seiner Erkenntnistheorie die Position des Idealismus, beschritt jedoch innerhalb dieser Grundauffassung einen eigenen, subjektivistischen Weg („subjektiver Idealismus“).
Was Schopenhauer von den Solipsisten trennt, ist sein Beharren auf einem alles verbindenden und bedingenden Etwas. Dieses ist für Schopenhauer der blinde, zum Dasein drängende Wille, Sanskrit: Tat twam asi („Das bist du“ / „Dieses Lebende bist du“).
Schopenhauer lehnte die Philosophie Hegels ab, die er selbst abwertend als „Hegelei“ und als „Scharlatanerei“
bezeichnete. Er verfasste drastische Polemiken gegen Hegel, Schelling, Fichte und den zunächst verehrten Schleiermacher.

### Welt als Vorstellung
Ähnlich wie George Berkeley vertritt Schopenhauer die Auffassung, dass sich die Frage nach einer von ihrer Wahrnehmung unabhängig gegebenen Außenwelt nicht stelle. Er argumentiert bezüglich der Existenz einer Außenwelt sowohl gegen den Dogmatismus, der seiner Darstellung nach in Realismus und Idealismus zerfalle, als auch gegen skeptizistische Argumente, da sich die Welt dem Subjekt gegenüber ohnehin nur als Vorstellung zeige – die jedoch nicht als Imagination zu verstehen sei – und die Wahrnehmung unseren einzigen Zugang zur objektiven Welt darstelle.
Gegen den philosophischen Skeptizismus bringt er vor, jener bedürfe eher einer „Therapie“ oder „Kur“ als einer ernsthaften Diskussion. Nach Schopenhauers Konzeption ist uns als Subjekt die objektive Welt immer nur im Modus der Vorstellung gegeben, d. h., dass Objekte nur als eine Seite der vorstellenden Relation von Subjekt und Objekt ihre Existenz besitzen. Trotzdem kommt bei Schopenhauer der Welt eine Wirklichkeit zu, die über die reiner, imaginativer Vorstellung hinausgeht. Demnach wäre es falsch, die Welt lediglich als Imagination des menschlichen Bewusstseins zu verstehen. Wesentlich in der Terminologie Schopenhauers ist vielmehr die Unterscheidung zwischen der in Subjekt und Objekt zerfallenden Vorstellung einerseits und bloßer Imagination oder Fantasie, die damit nicht in Verbindung stehen, andererseits.
Schopenhauer widersprach der Überzeugung Kants, dass das Ding an sich jenseits aller Erfahrung liege und deshalb nicht erkannt werden könne. Kants Ding an sich war für ihn zwar auch unerkennbar (wir sehen immer nur das, was wir mit unseren Sinnen wahrnehmen), jedoch nicht unerfahrbar. Durch eine Selbstbeobachtung unserer Person können wir uns dessen gewiss werden, was wir letzten Endes sind: Wir erfahren in uns den Willen. Er ist das Ding an sich und damit nicht nur die Triebfeder allen Handelns von Mensch und Tier, sondern auch die metaphysische Erklärung der Naturgesetze. Die Welt ist letztlich blinder, vernunftloser Wille (vgl. Triebtheorie). Schopenhauer ist somit der klassische Philosoph und Hauptvertreter des metaphysischen Voluntarismus.
Doch die Welt ist nicht nur Wille, sondern erscheint auch als Vorstellung. Sie ist die durch Raum und Zeit sowie Kausalität, die den a priori gegebenen Erkenntnismodus von uns Verstandeswesen bilden, individuierte und verknüpfte Erscheinung des einen Willens. „Die Welt ist meine Vorstellung“ ist der erste Hauptsatz seiner Philosophie. Was uns als Welt erscheint, ist nur für uns, nicht an sich. Es gibt für Schopenhauer nichts Beobachtetes ohne Beobachter, kein Objekt ohne ein Subjekt. Die Welt, als Vorstellung betrachtet, zerfällt in Subjekte und Objekte, die sowohl untrennbar als auch radikal voneinander verschieden, jedoch letzten Endes beide nur Erscheinungen des Willens sind. Dieser ist nach Schopenhauer das Wesen der Welt, das sich, in Subjekt und Objekt erscheinend, gleichsam selbst betrachtet.

### Welt als Wille
Der Vorstellungswelt liegt der Wille zugrunde, den Schopenhauer als grundlosen Drang versteht. Er stuft den Willen nach den Gegebenheiten seines Wirkens ab, spricht von Ursachen, wenn die Wirkung ihnen gemäß ist, wie beim elastischen Stoß, von Reizen, wenn die Wirkung ein Energiepotential entlädt, und von Motiven, wenn die Wirkung als Umsetzung bestimmter Absichten berechnet wurde.

„Ich nenne nämlich Ursach, im engsten Sinne des Worts, denjenigen Zustand der Materie, der, indem er einen andern mit Nothwendigkeit herbeiführt, selbst eine ebenso große Veränderung erleidet, wie die ist, welche er verursacht […] Ich nenne dagegen Reiz diejenige Ursach, die selbst keine ihr angemessene Gegenwirkung erleidet […] Der Reiz hält das Mittel, macht den Übergang zwischen dem Motiv, welches die durch das Erkennen hindurchgegangene Kausalität ist, und der Ursach im engsten Sinn.“

In diesen Formen also bestimmt der Wille alle Vorgänge der organischen und anorganischen Natur. Er objektiviert sich in der Erscheinungswelt als Wille zum Leben und zur Fortpflanzung. Diese Lehre vom „Primat des Willens“ bildet die zentrale Idee der Schopenhauerschen Philosophie, sie hatte weitreichenden Einfluss und begründet die Aktualität von Schopenhauers Werk.
Willensfreiheit kennt Schopenhauer, der sich wiederholt, mit unterschiedlichem Resultat, mit Augustinus auseinandersetzte, nur gemäß seiner berühmt gewordenen These: „Der Mensch kann zwar tun, was er will, aber er kann nicht wollen, was er will.“ Jeglichem Handeln liegt immer und stets der Wille, das heißt das Wollen zu Grunde. In der streng kausal geordneten empirischen Welt, der Welt der Vorstellung, ist kein Platz für einen, ohne rein-empirische Ursache handelnden Menschen und zwar nicht nur in dem Sinne, dass dies unserer Denkweise widerspräche, sondern in dem tieferen Sinne, dass der Wille sich in allen seinen Teilen gemäß dem Gesetz der Kausalität manifestiert.
Im Gegensatz zu Berkeley sieht Schopenhauer in der Kausalität kein bloßes gedankliches Konzept, sondern den Willen selbst, welchen zu deuten das Werk des Verstandes sei. Frei ist der Wille nur insofern, als ihm nichts vorschreibt zu sein, was er ist (d. h., dass die Naturgesetze zwar alles bestimmen, was passiert, selbst aber durch kein Gesetz so sind, wie sie sind). Diese Freiheit hat der so verstandene Wille demnach nur vor seiner Manifestation, welche selbst nichts weiter als sein wirksam gewordener Ausdruck ist. Im Falle des Menschen ist dessen wirkendes Wollen durch seinen „Charakter“ – als angeboren und unveränderlich gedacht – bestimmt, welcher willkürlich ist, also aus keinem tieferen Grund existiert. Nur diesem Charakter gemäß kann man wollen.
Dennoch spricht Schopenhauer von einer intelligiblen Willensfreiheit: wenn das Subjekt den zugrunde liegenden Willen erkennt, kann es ihn in bestimmten Momenten der Kontemplation, beispielsweise durch Kunstgenuss, verneinen. Diese, beispielsweise im Zustand der ästhetischen Kontemplation erreichte Ansicht der Dinge ist nach Schopenhauers Lehre eine Ansicht der Dinge jenseits der vierfachen Wurzel des Satzes vom zureichenden Grunde (Sein, Raum, Kausalität, Zeit) und somit frei von den mit diesen einhergehenden Kausalbeziehungen.

### Verstand und Vernunft
Schopenhauer unterscheidet zwei intellektuelle Vermögen, den Verstand und die Vernunft. Der Verstand äußert sich in unmittelbaren Urteilen über das Angeschaute, beispielsweise zu erkennen, wie stark oder schnell jemand ist, welche Ursache ein Geräusch hat oder in welchem Winkel und mit welcher Kraft ein Speer geworfen werden muss, um sein Ziel zu treffen. Die Vernunft hingegen ist die Fähigkeit, begrifflich zu denken, also Anschauungen unter Begriffe zusammenzufassen, sich Begriffe vorzustellen, den Inhalt von Begriffen miteinander zu vergleichen usw. Diese Lehre vom Denken (Dianoiologie) unterscheidet Schopenhauer von der Lehre vom Sein (Ontologie).
Während der Verstand allen Tieren gemein ist, ist die Vernunft das herausragende Merkmal des Menschen. Das menschliche Vernunftvermögen beschrieb Schopenhauer allerdings deutlich skeptischer als etwa Kant oder die reinen Idealisten.

### Pessimismus und Erlösung

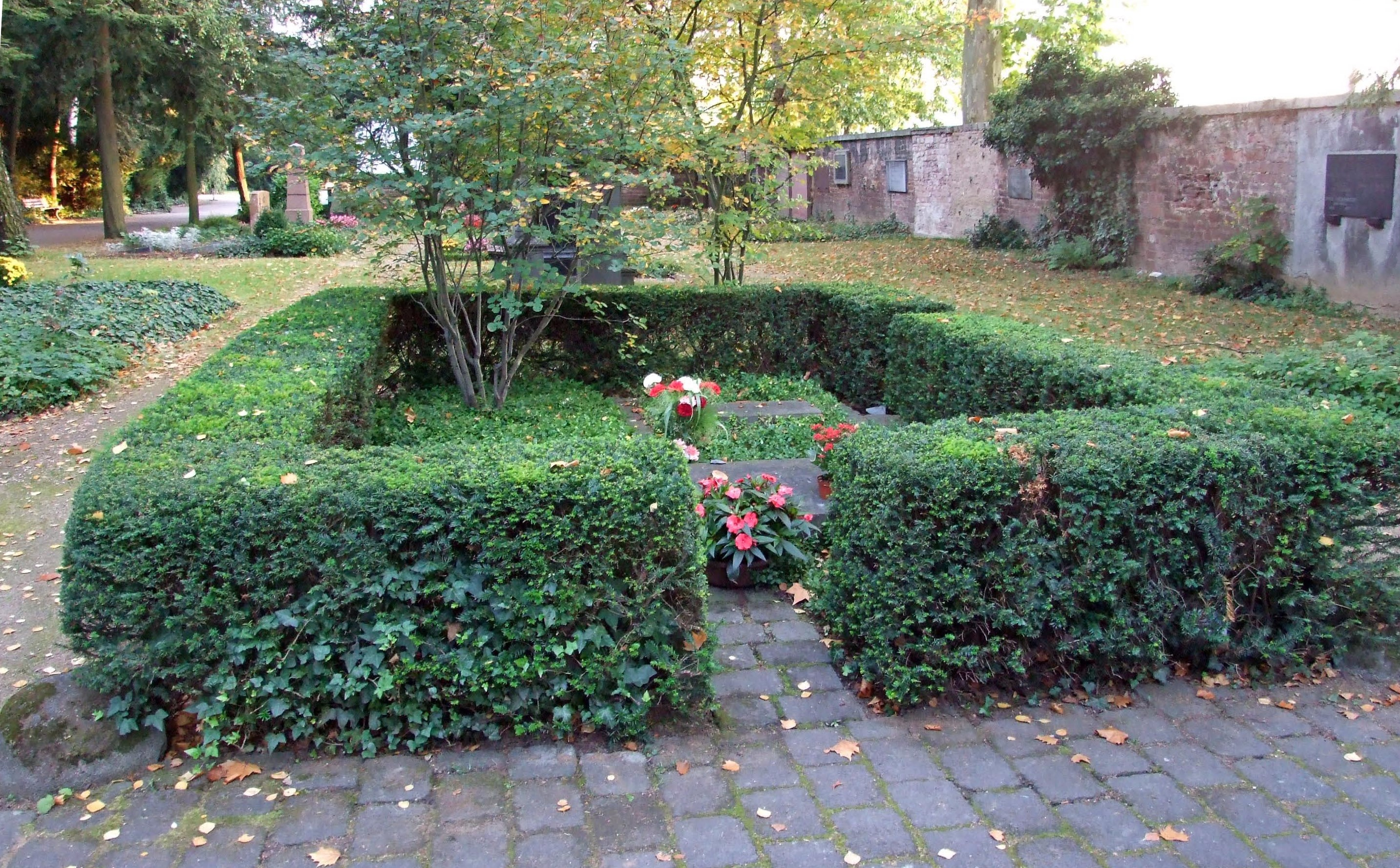
Grabanlage von Arthur Schopenhauer auf dem Frankfurter Hauptfriedhof im Gewann A 24

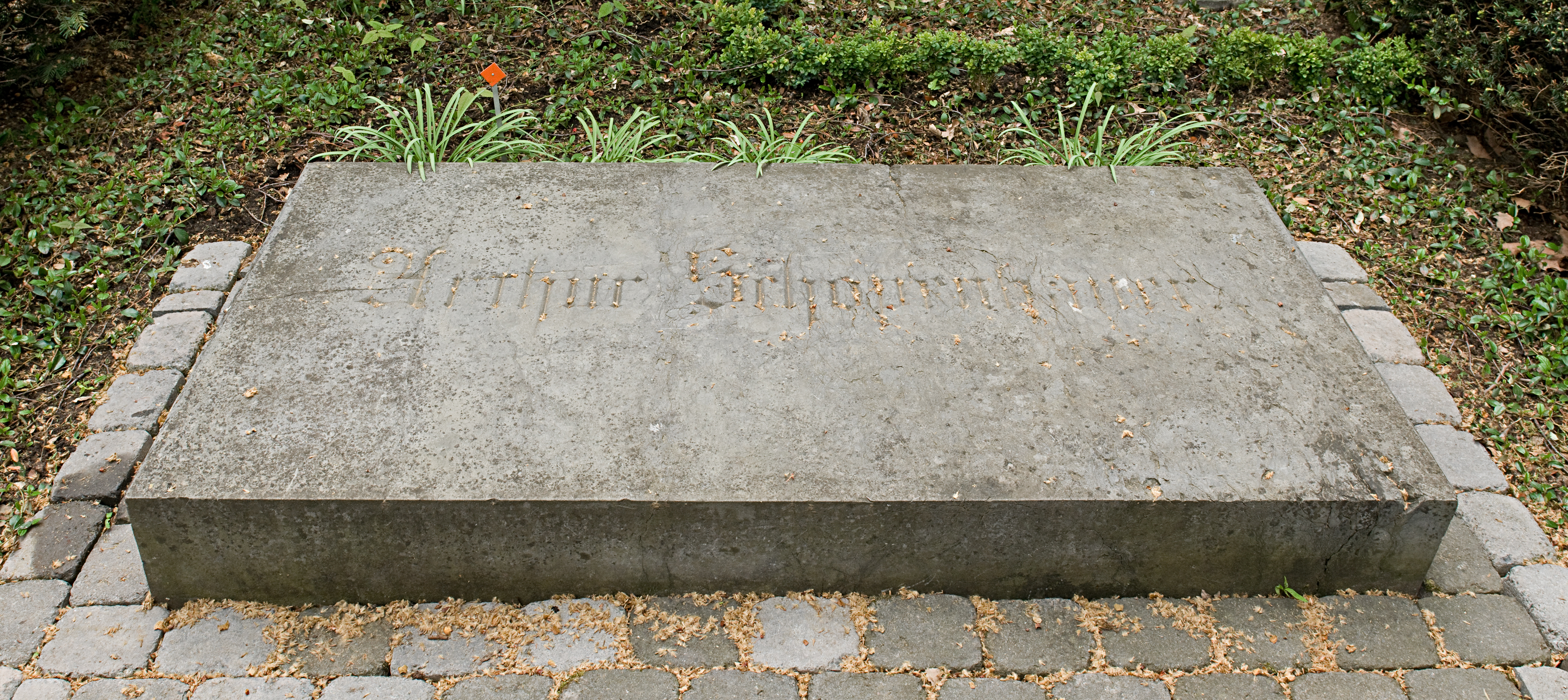
Arthur Schopenhauers Grabstein

Schopenhauer begründete ein System des empirischen und metaphysischen Pessimismus. Der blinde, vernunftlose Weltwille ist für ihn die absolute Urkraft und somit das Wesen der Welt. Die Vernunft ist nur Dienerin dieses irrationalen Weltwillens. Die Welt – als Erzeugnis dieses grundlosen Willens – ist durch und durch schlecht, etwas, das nicht sein sollte, eine Schuld. Eine schlechtere Welt kann es überhaupt nicht geben.

„Nun ist diese Welt so eingerichtet, wie sie sein mußte, um mit genauer Not bestehen zu können. Wäre sie aber noch ein wenig schlechter, so könnte sie schon nicht mehr bestehen.“

Die Welt ist ein „Jammertal“, voller Leiden. Alles Glück ist Illusion, alle Lust nur negativ definiert als Fehlen von Leid. Der rastlos strebende Wille wird durch nichts endgültig befriedigt.

„Denn alles Streben entspringt aus Mangel, aus Unzufriedenheit mit seinem Zustande, ist also Leiden, solange es nicht befriedigt ist. Keine Befriedigung aber ist dauernd, vielmehr ist sie stets nur der Anfangspunkt eines neuen Strebens. Das Streben sehen wir überall vielfach gehemmt, überall kämpfend. Solange also immer als Leiden: kein letztes Ziel des Strebens, also kein Maß und Ziel des Leidens.“

Die Basis allen Wollens ist Bedürftigkeit, Mangel, also Schmerz. Das Leben „schwingt also, gleich einem Pendel, hin und her zwischen dem Schmerz und der Langeweile“. Schon seiner Anlage nach ist das Menschenleben keiner wahren Glückseligkeit fähig. Jede Lebensgeschichte ist eine Leidensgeschichte, eine fortgesetzte Reihe großer und kleiner Unfälle.
Mächtigster Ausdruck des Willens ist der nicht dauerhaft zu befriedigende Geschlechtstrieb.
Im „Jammertal“ des Diesseits hält Schopenhauer den Tod für besser als das Leben. Es ist jedoch ein weit verbreiteter Irrtum, daraus eine Aufforderung zur Selbsttötung abzuleiten. Der Suizid stellt keine Lösung dar, weil der metaphysische Wille umgehend eine neue Form findet und so das Lebensrad aufs Neue in Gang bringt. Der Mensch ist jedoch als höchstes irdisches Wesen in der Lage, den Willen für sich zu negieren.

„Erkenntnis der Einheit aller Wesen und Askese, Verneinung des Willens zum Leben allein kann uns erlösen, nicht der Selbstmord, der nur die individuelle Erscheinung des Allwillens vernichtet.“

Auch die Kunst (als die Produktion von Kunst oder die Perzeption von Kunst) und die Moral tragen dazu bei, das leidvolle Dasein zu überwinden und den (vom Willen befreiten) Zustand des Nirwanas zu erreichen – durch die Kunst punktuell, durch die Einstellung als Verneinung des Willens und Askese dauerhaft.

#### Ästhetik
Die Kunst wirkt als zeitweiliges „Quietiv des Willens“. Diese Ästhetik erreicht in der Weltverneinung ihren Höhepunkt. Dem Menschen – als höchster Form des sich in der Erscheinungswelt objektivierenden Willens – ist die Möglichkeit gegeben, den Willen und das Leiden aufzuheben und so in einen Zustand des „Nichtseins“ (eine Art Nirwana) zu gelangen. Das „wahre Kunstwerk“ hilft ihm dabei, indem es das „innere Wesen“ einer Sache, seine Idee, bewusst macht und dem Betrachter auf diese Weise zu einer objektiven Sichtweise verhilft, die ihn aus seiner Subjektivität, seinem „Wollen“, emporhebt. Unter der Gewahrung einer Idee versteht Schopenhauer dabei die Antizipation eines Anschaulichen, seine Ahnung, welche durch das Kunstwerk gereizt wird.

„Daß wir Alle die menschliche Schönheit erkennen […], im ächten Künstler aber dies mit solcher Klarheit geschieht, daß er sie zeigt, wie er sie nie gesehen hat […]; dies ist nur dadurch möglich, daß der Wille, dessen adäquate Objektivation, auf ihrer höchsten Stufe, hier beurtheilt und gefunden werden soll, ja wir selbst sind. Dadurch allein haben wir in der Tat eine Anticipation Dessen, was die Natur […] darzustellen sich bemüht; welche Anticipation im ächten Genius von dem Grade der Besonnenheit begleitet ist, daß er, indem er im einzelnen Dinge dessen Idee erkennt, gleichsam die Natur auf halbem Worte versteht und nun rein ausspricht, was sie nur stammelt.“

Die Musik nimmt eine besondere Stellung ein, da sie nach Schopenhauer ein objektives Abbild allen Wollens dieser Welt zu geben vermag, wobei der Tonlage die Schlüsselrolle für die Unterscheidung der unterschiedlichen Willensformen zukommt – je tiefer, desto näher an den Gesetzen der Materie, je höher, desto näher an den Beweggründen des Menschen:

„Ich erkenne in den tiefsten Tönen der Harmonie, im Grundbaß, die niedrigsten Stufen der Objektivation des Willens wieder, die unorganische Natur, die Masse des Planeten. Alle die hohen Töne, leicht beweglich und schneller verklingend, sind bekanntlich anzusehen als entstanden durch die Nebenschwingungen des tiefen Grundtones […] Dieses ist nun dem analog, daß die gesammten Körper und Organisationen der Natur angesehen werden müssen als entstanden durch die stufenweise Entwickelung aus der Masse des Planeten: diese ist, wie ihr Träger, so ihre Quelle: und das selbe Verhältniß haben die höheren Töne zum Grundbaß. […] Nun ferner in den gesammten die Harmonie hervorbringenden Ripienstimmen, zwischen dem Basse und der leitenden, die Melodie singenden Stimme, erkenne ich die gesammte Stufenfolge der Ideen wieder, in denen der Wille sich objektivirt. Die dem Baß näher stehenden sind die niedrigeren jener Stufen, die noch unorganisch, aber schon mehrfach sich äußernden Körper: die höher liegenden repräsentieren mir die Pflanzen- und die Thierwelt. […] Endlich in der Melodie, in der hohen, singenden, das Ganze leitenden und mit ungebundener Willkür in ununterbrochenem, bedeutungsvollem Zusammenhange eines Gedankens von Anfang bis zum Ende fortschreitenden, ein Ganzes darstellenden Hauptstimme, erkenne ich die höchste Stufe der Objektivation des Willens wieder, das besonnene Leben und Streben des Menschen.“

#### Ethik
Moralphilosophisch formuliert Schopenhauer im Unterschied zu Kant eine Mitleidsethik. Der einzige Grund, uneigennützig zu handeln, ist die Erkenntnis des Eigenen im Anderen – das ist Mitleid (wobei der Begriff anders als der heutige Sprachgebrauch ein Mitempfinden bedeutet). Schopenhauer verhandelt die Mitleidsethik im vierten Buch von Die Welt als Wille und Vorstellung und vor allem – konkretisierend – in der Preisschrift Ueber die Grundlage der Moral (oder auch Ueber das Fundament der Moral). Im ersten geht es ihm vor allem um die metaphysische Begründung, im letzten um die empirische Nachweisbarkeit (als Gegenprogramm zu Kant) der Mitleidsethik.
Jeder Mensch gilt bei Schopenhauer als Objektivation des Willens. Der einzelne Mensch ist als Subjekt eine Individuation des Willens. Da der Wille bei Schopenhauer als allmächtig gilt, aus ihm alles hervorgeht, hält nun jedes Individuum sich als Individuation des Willens für den Angelpunkt nicht seiner, sondern der Welt überhaupt. Diese Sichtweise resultiert aus der falschen Identifikation der Vorstellungen als Tatsachen, wobei der Nicht-Künstler dabei nicht das „Ding an sich“ (den Willen) hinter den Vorstellungen erkennt und deshalb seine individuellen Vorstellungen als „Dinge an sich“ identifiziert.
Im Gegenüber, im anderen Menschen, erkennt nun der Mensch (der individuierte Willen) denselben Willen. Der durch den Willen zur absoluten Bejahung des individuierten Willens strebende Mensch (Egoismus) erkennt nun in seinem Gegenüber, dass nur die absolute Verneinung des Willens des Gegenübers einer absoluten Bejahung des eigenen Willens entspricht. So bemerkt der vom blinden Willen getriebene Mensch, dass in allen anderen Lebewesen derselbe blinde Wille haust und sie ebenso leiden lässt wie ihn. Durch das Mitleid wird der Egoismus überwunden, der Mensch identifiziert sich mit dem Anderen durch die Einsicht in das Leiden der Welt. Nur dadurch kann der Wille, die treibende Kraft nach Schopenhauer, sich selbst am Leben erhalten.
Hieraus folgt ein im Vergleich zu Kant radikal anderer „Imperativ“:

„Neminem laede; imo omnes, quantum potes, juva.“

„Verletze niemanden, vielmehr hilf allen, soweit du kannst.“

Schopenhauer gilt als Begründer der Tierethik. Seine Ethik schließt den Schutz der Tiere ein:

„Mitleid mit den Tieren hängt mit der Güte des Charakters so genau zusammen, daß man zuversichtlich behaupten darf, wer gegen Tiere grausam ist, könne kein guter Mensch sein.“

Da er die Welt als Manifestation eines metaphysischen Willens betrachtet, der Mensch und Tier verbinde, wisse er kein schöneres Gebet als das: „Mögen alle lebenden Wesen von Schmerzen frei bleiben.“ Dementsprechend mahnt er Respekt vor der Einzigartigkeit des Lebens an.

### Politische Ansichten
Im Zusammenhang mit der Revolution 1848 äußerte sich Schopenhauer zur Rolle des Staates: In der Natur herrsche Gewalt, auch zwischen den Menschen, was die „Masse“ in Vorteil bringe; aber da das Volk ein „ewig unmündiger Souverain“ sei, „unwissend, dumm und unrechtlich“, so müsse dessen „physische Gewalt der Intelligenz, der geistigen Überlegenheit“ unterworfen werden. Zweck des Staates sei es, dass „möglichst wenig Unrecht im Gemeinwesen“ herrsche, zugunsten des Gemeinwohls dürfe der Staat auch Unrechtes tun.
Schopenhauer bevorzugte einen aufgeklärten monarchischen Absolutismus, weil sich nur so die Menschen zügeln und regieren ließen. Er sprach von einem „monarchischen Instinkt im Menschen“. Republiken hingegen seien „widernatürlich, künstlich gemacht und aus der Reflexion entsprungen […] überall muß Ein Wille der leitende seyn.“

## Schopenhauers Persönlichkeit

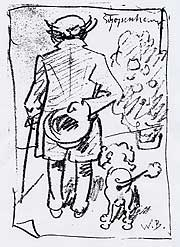
Arthur Schopenhauer, gesehen von Wilhelm Busch

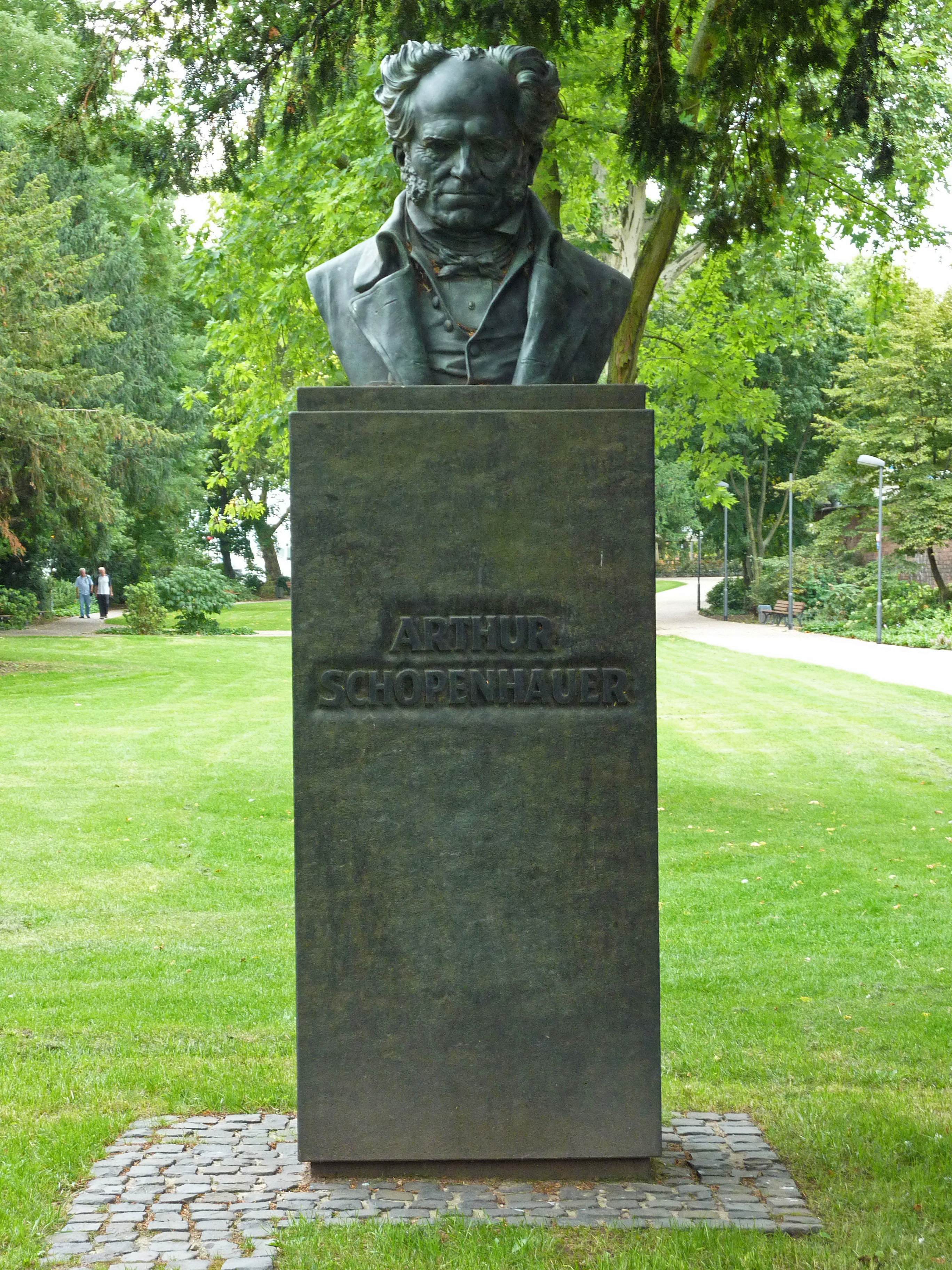
Bronzebüste nach einem Entwurf von Friedrich Schierholz in den Frankfurter Wallanlagen

Arthur Schopenhauer war ein Einzelgänger. In Frankfurt war der Gelehrte nach Einschätzung von Chronisten ein „verkannter Niemand“.
Er hielt sich zeitlebens einen Pudel, den er häufig mit „Atman“ ansprach, dem Sanskrit-Wort für Lebenshauch, Atem, in der Tradition der Upanishaden die Essenz des Selbst bzw. die Einzelseele als Teil des Brahman, der „Weltseele“. Wenn ein Hund starb, was etwa alle zehn Jahre vorkam, erwarb er jeweils einen ähnlich aussehenden Pudel. Schopenhauer war der philosophischen Auffassung, dass jeder Hund gleichzeitig jeden anderen Hund enthalte. „Des Pudels Kern“ (Goethe) ging also nie verloren. Für Menschen galt ihm sinngemäß das Gleiche. Wie er gestikulierend im Selbstgespräch mit seinem Pudel am Mainufer spazierte, hat unter anderem der Lokaldichter Friedrich Stoltze bespöttelt.
Schopenhauers Tagesablauf war strukturiert: morgens die Arbeit am Schreibtisch, Flötespielen regelmäßig vor dem Mittagessen. Die Mahlzeiten soll Schopenhauer nach der Überlieferung seiner Biographen stets in Gasthäusern eingenommen haben, bevor er einen zweistündigen Spaziergang mit seinem Pudel machte.
Über „die Frauen“ äußerte Schopenhauer sich häufig negativ:

„Sie sind sexus sequior, das in jedem Betracht zurückstehende, zweite Geschlecht, dessen Schwäche man demnach schonen soll, aber welchem Ehrfurcht zu bezeugen über die Maßen lächerlich ist und uns in ihren eigenen Augen herabsetzt. […] Mit mehr Fug, als das schöne, könnte man das weibliche Geschlecht das unästhetische nennen. Weder für Musik, noch Poesie, noch bildende Künste haben sie wirklich und wahrhaftig Sinn und Empfänglichkeit; sondern bloße Aefferei, zum Behuf ihrer Gefallsucht, ist es, wenn sie solche affektiren und vorgeben.“

Schopenhauer zufolge äußert sich in dem über eine sexuelle Leidenschaft hinausgehenden Gefühl von Liebe zwischen Mann und Frau lediglich der innere und damit tatsächliche Wille des Lebens im Individuum:

„Alle Verliebtheit, wie ätherisch [fein, geistig] sie sich auch gebärden mag, wurzelt allein im Geschlechtstriebe.“

Das Heiraten verwarf er stets – wohl auch gegründet in verunsichernden Erfahrungen in seinem Elternhaus:

„Heiraten heißt das Mögliche thun, einander zum Ekel zu werden. […] seine Rechte zu halbieren und seine Pflichten zu verdoppeln. […] Heiraten heißt, mit verbundenen Augen in einen Sack greifen und hoffen, dass man einen Aal aus einem Haufen Schlangen herausfinde.“

Über den jüdischen Glauben äußerte sich Schopenhauer eher abschätzig, z. B. bezeichnete er ihn (in Die Welt als Wille und Vorstellung und Parerga und Paralipomena) als „roh“ und „barbarisch“. Er hielt ihn angesichts seiner eigenen pessimistischen Weltsicht für zu optimistisch und machte ihm eine angebliche Unempfindsamkeit gegenüber Tieren zum Vorwurf. Unabhängig davon hatte er im Alltag Kontakte zu einigen Juden. Generell unterstellt Schopenhauer den Gelehrten in der Zeit zwischen der Blüte des Hellenismus und dem Beginn seines eigenen Philosophierens, sich bei der Suche nach der Wahrheit auf Irrwege begeben zu haben und das so genannte „Ding an sich“ an einem falschen Ort – zum Beispiel im Transzendentalen – gesucht zu haben, und er selbst als Philosoph müsse nun gegen die seinerzeit hoch geachteten, aber im Lichte des Systems von Wille und Vorstellung als falsch entlarvten „Wahrheiten“ ankämpfen. Etabliert wurden diese „Fehlschlüsse“ zu einem erheblichen Teil von jüdischen Gelehrten der nach-hellenistischen Zeit. Da nach Rüdiger Safranski der Mensch Schopenhauer sehr wohl darunter litt, dass seine Wirkung sowohl im Berufs- wie im Privatleben ins Leere stieß, habe er seine fast lebenslange Außenseiterrolle durch Aspekte und gelegentliche Erweiterung seiner Philosophie zu belegen gewusst. Sein Ziel war es, in sich aufkommende gesellschaftsbezogene Wünsche mit Recht verneinen zu können. Andersdenkende Menschen habe er nicht zuletzt aus dem Wunsch nach Selbstschutz abgewertet und vor den Kopf gestoßen.

## Wirkung und Rezeption
Kaum ein deutscher Philosoph der Neuzeit hat sowohl breite Leserschichten als auch zahlreiche Berühmtheiten aus Kunst und Wissenschaft so unmittelbar erreicht wie Schopenhauer. Zu den Verehrern des Literaten und Philosophen Schopenhauer zählten u. a. Richard Wagner, Wilhelm Raabe, Wilhelm Busch, Thomas Hardy, Theodor Fontane, Friedrich Nietzsche, Henri Bergson, Max Klinger, Thomas Mann, Bruno Frank, Hermann Hesse, Albert Einstein, Kurt Tucholsky, Samuel Beckett, Hans Pfitzner, Thomas Bernhard, Stanisław Lem, Arno Schmidt, Giacomo Leopardi, Theodor Lipps, Johannes Volkelt, August Macke, der späte Friedrich Theodor Vischer, der frühe Wölfflin, Ludwig Wittgenstein, der späte Horkheimer, Jorge Luis Borges und Michel Houellebecq.
Leo Tolstoi brachte Ende August 1869 einen regelrechten Schopenhauer-Panegyrikus zu Papier:

„Wissen Sie, was der diesjährige Sommer für mich bedeutet hat? Ununterbrochene Begeisterung für Schopenhauer und eine Reihe geistiger Genüsse, die ich niemals zuvor erfahren habe. […] Ich weiß nicht, ob ich meine Meinung einmal ändern werde, jetzt jedenfalls bin ich überzeugt, dass Schopenhauer der genialste aller Menschen ist […]. Wenn ich ihn lese, ist mir unbegreiflich, weshalb sein Name unbekannt bleiben konnte. Es gibt höchstens eine Erklärung, eben jene, die er selber so oft wiederholt, nämlich dass es auf dieser Welt fast nur Idioten gibt.“

Schopenhauers Einfluss auf die moderne deutsche Literatur ist kaum zu überschätzen. Das erweist sich nicht nur an den zahlreichen Anhängern unter den Literaten, sondern auch an seinem Beitrag zur Genieästhetik, besonders zur Kategorie des Dämonischen als Movens der Kunst, der Musikphilosophie mit einer Neubewertung der Musik im System der Künste sowie seiner Bestimmung der Ironie. Im Gegensatz zu Nietzsche beeinflusste seine Prosa kaum nachfolgende Dichter in ihrem Stil, obgleich er neben ihm zu den größten Stilisten deutscher Gelehrtenprosa zählen kann. Insbesondere wegen seiner besonderen Beziehung zur Ästhetik und Kunsttheorie beriefen sich viele Künstler und Schriftsteller auf die Lehre Schopenhauers.

### Philosophie, Religion und Kunst
Der Philosoph Eduard von Hartmann kritisierte Schopenhauers Lehre schon sehr früh in seiner Philosophie des Unbewussten (1869) und sah die darin geforderte „Verneinung der Welt“ als „feige persönliche Entsagung“.
Friedrich Nietzsche stellte seine dritte Unzeitgemäße Betrachtung (1874) unter den Titel Schopenhauer als Erzieher:

„Ich gehöre zu den Lesern Schopenhauers, welche, nachdem sie die erste Seite von ihm gelesen haben, mit Bestimmtheit wissen, daß sie alle Seiten lesen und auf jedes Wort hören werden, das er überhaupt gesagt hat. […] Das kräftige Wohlgefühl des Sprechenden umfängt uns beim ersten Ton seiner Stimme; es geht uns ähnlich wie beim Eintritt in den Hochwald, wir atmen tief und fühlen uns auf einmal wiederum wohl. […] Ich ahnte in ihm jenen Erzieher und Philosophen gefunden zu haben, den ich so lange suchte. Zwar nur als Buch: und das war ein großer Mangel.“

Später freilich verwarf Nietzsche Schopenhauers Philosophie und setzte dessen Pessimismus einen radikal-optimistischen Vitalismus entgegen. Dabei bleibt Schopenhauer offensichtlich eine Referenz.
Goethe schrieb 1814 in Schopenhauers Stammbuch: „Willst du dich des Lebens freuen, so mußt der Welt du Wert verleihen.“
Ferdinand Tönnies’ Willenstheorie als Axiomatik der Soziologie in Gemeinschaft und Gesellschaft (1887) weist starke Einflüsse Schopenhauers auf. Max Scheler bezeichnete Schopenhauer im Jahr 1906 als Auslöser der Lebensphilosophie: „[Er ist] Vorgänger des Pragmatismus – nicht als Philosophie, sondern als Methodologie der Wissenschaft. […] insofern er den Intellekt als eine bloße Waffe des blinden Lebenswillens im Kampf ums Dasein ansieht […], ist er der Vorgänger Bergsons.“
Hermann Graf Keyserling spottete über das Artistentum Schopenhauers, dem es innerlich wie äußerlich stets um bloße Darstellung gegangen sei. Der Theosoph Johannes Maria Verweyen lehnte wiederum die negative Grundhaltung Schopenhauers ab: „[…] eine Vorherrschaft der Unlust und des Lebensschmerzes, denen gegenüber dann Lust und Glücksgefühl nicht so richtig aufzukommen vermögen“.
Der Historiker Jacob Burckhardt begann seine Weltgeschichtliche Betrachtungen genannten Vorlesungen seit 1868 ganz im Sinne Schopenhauers mit einer Polemik gegen Hegels Lehre vom vernünftigen Weltgeist.
Ludwig Wittgenstein weist einen deutlichen Einfluss Schopenhauers auf, da „wir Wittgensteins reifen Blick auf den Willen sowohl als rigorose Übernahme von Schopenhauers Blick als auch als Fortsetzung seiner frühen Untersuchungen über die Natur des ethischen und psychologischen Willens betrachten können“. Und: „Der wichtigste Punkt ist jedoch, dass der Einfluss von Schopenhauer auf Wittgensteins Philosophie tiefer und weiter verbreitet sein könnte, als wir dachten […].“
Max Horkheimers spätes Denken war stark von Schopenhauers Pessimismus beeinflusst: „Daß alles Leben der Macht gehorcht und aus dem Zauberkreis des Egoismus gerade noch die Hingabe an die Sache, die Identifikation mit dem, was nicht ich bin, herauszuführen und ins Nichts hineinzuführen scheint – und das ist ein Mythos –, hat Schopenhauer gesehen und war der Welt böse dafür.“
Arnold Gehlen ordnete Schopenhauers Mitleidsethik als „Teilwahrheit“ in den Rahmen seiner Konzeption einer „pluralistischen Ethik“ ein und wies in diesem Zusammenhang kritisch auf die isolierte Lebenssituation des Philosophen hin: Das Mitleidsmotiv sei „verständlich als Stimme eines Mannes, der familienlos, staatenlos und berufslos, als zugereister Frankfurter und Rentier Mühe gehabt hätte, andere Antriebe zu Verpflichtungen in sich zu finden“.
Karl Hillebrand bewunderte insbesondere Schopenhauers Sprache: „Die Proprietät der Ausdrücke, die Fülle der schönen Gleichnisse, die durchsichtige An- und Unterordnung der Gedanken, die Leichtigkeit und Korrektheit des Satzbaus, die Farbe und das Leben dieses Stils sind beinahe einzig in unserer Literatur.“
Arthur Schopenhauer beeinflusste mit seiner Ästhetischen Theorie maßgeblich die Künste von der Mitte des 19. bis zu Beginn des 21. Jahrhunderts, allen voran mit dem Einfluss auf Richard Wagner und dessen Komposition von Tristan und Isolde, über die Künstler der Romantik und des Symbolismus bis hin zu Filmen wie beispielsweise von Lars von Trier, dessen Werke wie Melancholia in erheblichem Masse auf Schopenhauers Auffassungen von Kunst und Metaphysik basieren.
Die Rezeption und Verbreitung des Buddhismus in Deutschland lässt sich auch auf Schopenhauers Wirken zurückführen. Der Philosoph sah in dieser Religion einen Gegenentwurf zur abendländischen Metaphysik und deutete deren Erkenntnisstreben als Mittel, die geistige Isolierung des Individuums zu durchbrechen. Schopenhauer fand zahlreiche Verbindungen zwischen seiner eigenen Philosophie und der buddhistischen Lehre, etwa den Atheismus. Die Indien-Begeisterung vieler damaliger Intellektueller wie auch die ersten deutschen Übersetzungen asiatischer Texte wurden durch seine Schriften angeregt.

### Psychologie
Die Psychoanalyse (bzw. Metapsychologie) Sigmund Freuds setzt unmittelbar bei Schopenhauers Lehre vom Willen und seiner Negierung an, indem sie die Schäden untersucht, die durch (willentliche oder unfreiwillige) Triebunterdrückung entstehen. Freuds Ansatz kann als Versuch der Re-Rationalisierung des menschlichen Lebens eingeordnet werden, da er eine Methode zur Analyse des Schopenhauerschen Begriffs des Willens erarbeitet, mit dem Ziel, diesen kontrollierbar zu machen. „Wo ES war, soll ICH werden.“

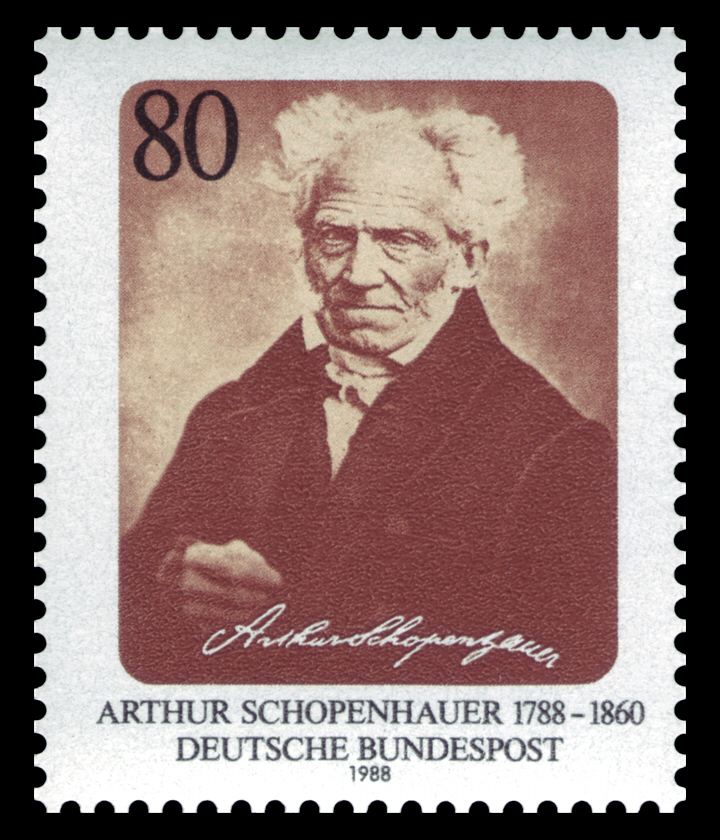
Gedenkmarke der Deutschen Bundespost zum 200. Geburtstag von Schopenhauer 1988

Daneben knüpfte Carl Gustav Jung, ein Hauptvertreter der Analytischen Psychologie, mit seinem Konzept des kollektiven Unbewussten an Schopenhauer an.
Der Begründer der Individualpsychologie Alfred Adler deutete Schopenhauers Ansatz der Leidensüberwindung als fundamental positiven Aspekt in der menschlichen Entwicklung auf dem Weg von seiner Unmündigkeit bei der Geburt zur individuellen Vollkommenheit. Der bei Schopenhauer auf einen Weltwillen zielende Entwurf wird als schöpferisches Element in jedem Lebewesen interpretiert. Adler sah Schopenhauers Ansatz zur Verneinung des Lebens vorbereitet in einer feindlichen Beziehung zur Mutter.

### Anderes
1911 gründete Paul Deussen die Schopenhauer-Gesellschaft, wurde ihr erster Präsident und begann mit der Herausgabe einer (unvollendet gebliebenen) kritischen Schopenhauer-Ausgabe in 14 Bänden.
Zum 150. Todestag am 21. September 2010 erschienen neben Monographien, Zitatsammlungen auch zahlreiche Würdigungen in der Presse.
In dem letzten Wohnort in Frankfurt am Main an der Schönen Aussicht steht heute das „Schopenhauer-Hotel“.

### Ausstellungen
- In Frankfurt am Main zeigte die Stadt- und Universitätsbibliothek ab 22. Oktober 2019 zu Schopenhauers Leben und Wirken die Ausstellung „Die Welt als Wille und Vorstellung“.[61]

- Ebenfalls in Frankfurt am Main war ab 30. Oktober 2019 bis 10. Oktober 2021 im Historischen Museum die Ausstellung „Schopenhauers Frankfurt“ zu sehen.[62]

## Werke
Maßgebliche Editionen wurden herausgegeben von Arthur Hübscher, Ludger Lütkehaus oder Wolfgang Freiherr von Löhneysen und die zehnbändige Zürcher Ausgabe von Angelika Hübscher.
- Ueber die vierfache Wurzel des Satzes vom zureichenden Grunde. 1813 (Dissertation). Zweite, sehr verbesserte und beträchtlich vermehrte Auflage. 1847 (Google Books, Commons). Dritte, verbesserte und vermehrte Auflage 1864 (Google Books).
- Ueber das Sehn und die Farben. 1816 (Google Books). Zweite, verbesserte und vermehrte Auflage. 1854 (Commons).
- Die Welt als Wille und Vorstellung. Erster Band, 1819 (Volltext) (Zweiter Band s. u. 1844). Zweite, vermehrte Auflage 1844 (BSB München). Dritte, verbesserte und beträchtlich vermehrte Auflage 1859 (Google Books).
- Theoria colorum. 1830. (Lateinische Fassung der überarbeiteten Farbenlehre.)
- Ueber den Willen in der Natur. 1836. Zweite, verbesserte und vermehrte Auflage 1854. (Digitalisat)
- Die beiden Grundprobleme der Ethik: Ueber die Freiheit des menschlichen Willens, Ueber das Fundament der Moral. 1841. Zweite, verbesserte und vermehrte Auflage 1860 (Google Books, (pdf)).
- Die Welt als Wille und Vorstellung. Zweiter Band, 1844 (Digitalisat, BSB München), dritte vermehrte Auflage 1859. (Digitalisat)

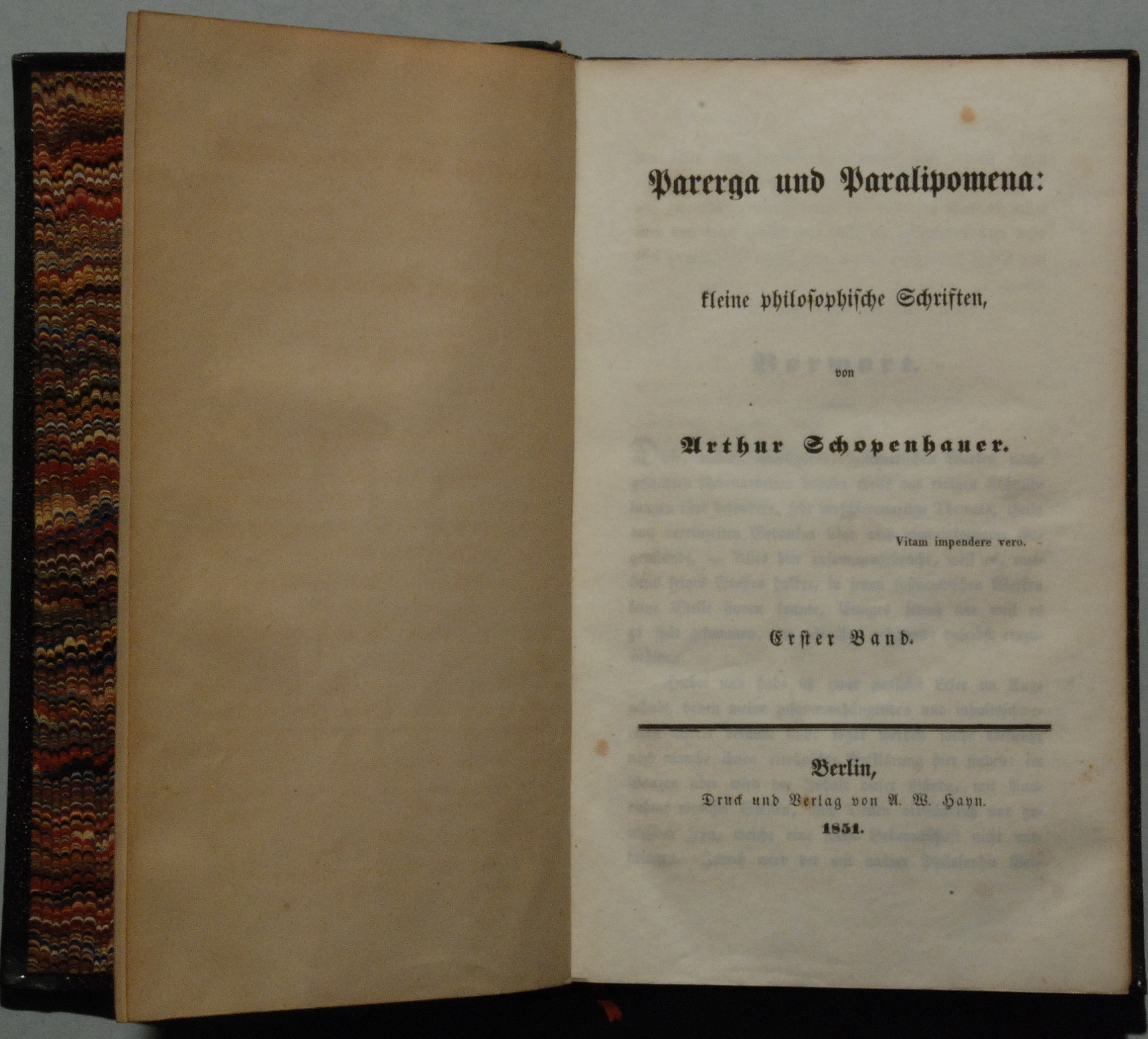
Parerga und Paralipomena, Erstausgabe

- Parerga und Paralipomena, 1851. Zwei Bände, enthalten die Aphorismen zur Lebensweisheit, Über die Universitäts-Philosophie, Über Schriftstellerei und Stil u. a. (Zweiter Band Google Books)
- Versuch ueber das Geistersehn und was damit zusammenhängt. 1851 (PDF-Fassung).

Darüber hinaus wurde Schopenhauers handschriftlicher Nachlass herausgegeben von Arthur Hübscher und Volker Spierling:
- Arthur Hübscher (Hrsg.): Der handschriftliche Nachlaß in fünf Bänden. Vollständige Ausgabe in sechs Teilbänden. DTV, München 1985; unveränderter Nachdruck der historisch-kritischen Edition, Frankfurt am Main.: Waldemar Kramer 1966–1975. [Im Einzelnen: Frühe Manuskripte 1804–1811, Kritische Auseinandersetzungen 1809–1818, Berliner Manuskripte 1818–1830 (enthält die Eristische Dialektik), Die Manuskriptbücher der Jahre 1830–1852, Letzte Manuskripte/Gracians Handorakel (inkl. Über die, seit einigen Jahren, methodisch betriebene Verhunzung der deutschen Sprache), Randschriften zu Büchern].
- Volker Spierling (Hrsg. und Einleitung): Philosophische Vorlesungen. 4 Bände. Aus dem handschriftlichen Nachlaß. Piper, München 1987–1990. [Im Einzelnen: Theorie des gesammten  Vorstellens, Denkens und Erkennens, Metaphysik der Natur, Metaphysik des Schönen, Metaphysik der Sitten.]
- Ludger Lütkehaus (Hrsg.): Das Buch als Wille und Vorstellung. Arthur Schopenhauers Briefwechsel mit Friedrich Arnold Brockhaus. C. H. Beck, München 1996, ISBN 3-406-40956-3.
- Ludger Lütkehaus (Hrsg. und Nachwort): Ich bin ein Mann, der Spaß versteht – Einsichten eines glücklichen Pessimisten. Deutscher Taschenbuch Verlag, München 2010, ISBN 978-3-423-13910-6.
- Franco Volpi, Ernst Ziegler (Hrsg.): Senilia – Gedanken im Alter. C. H. Beck Verlag, München 2010, ISBN 978-3-406-59645-2.
- Ernst Ziegler (Hrsg. und Vorwort): Über den Tod – Gedanken und Einsichten über letzte Dinge. C. H. Beck Verlag, München, 2010, ISBN 978-3-406-60567-3.
- Ernst Ziegler (Hrsg.): Pandectae. Philosophische Notizen aus dem Nachlass. Beck, München 2016, ISBN 978-3-406-68369-5.
- Ernst Ziegler (Hrsg.): Spicilegia. Philosophische Notizen aus dem Nachlass. Beck, München 2015, ISBN 978-3-406-67114-2.

Seit 2017 wird die Berliner Vorlesung über Die gesamte Philosophie oder die Lehre vom Wesen der Welt und dem menschlichen Geiste von 1820/21 als Studienausgabe neu herausgegeben von Daniel Schubbe unter Mitarbeit von Judith Werntgen-Schmidt und Daniel Elon:
- Teil 1: Theorie des Vorstellens, Denkens und Erkennens. Meiner, Hamburg 2022 (= PhB. 701). ISBN 978-3-7873-3176-5.
- Teil 2: Metaphysik der Natur. Meiner, Hamburg 2019 (= PhB. 702). ISBN 978-3-7873-3177-2.
- Teil 3: Metaphysik des Schönen. Meiner, Hamburg 2018 (= PhB. 703). ISBN 978-3-7873-3178-9.
- Teil 4: Metaphysik der Sitten. Meiner, Hamburg 2017 (= PhB. 704). ISBN 978-3-7873-3179-6.

## Sekundärliteratur
- Walter Abendroth: Arthur Schopenhauer in Selbstzeugnissen und Bilddokumenten. Rowohlt Taschenbuch Verlag, Reinbek bei Hamburg 1967, ISBN 3-499-50133-3.
- Urs App: Schopenhauers Kompass. Die Geburt einer Philosophie. UniversityMedia, Rorschach/Kyoto 2011, ISBN 978-3-906000-02-2.
- Sabine Appel: Arthur Schopenhauer, Leben und Philosophie. Artemis & Winkler, Düsseldorf 2007, ISBN 978-3-538-07241-1.
- Dieter Birnbacher: Schopenhauer. Reclam, Grundwissen Philosophie, Stuttgart 2010, ISBN 978-3-15-020327-9.
- Otto A. Böhmer: Schopenhauer oder die Erfindung der Altersweisheit. Beck, München 2010, ISBN 978-3-406-60095-1.
- Alfred Estermann: Schopenhauers Kampf um sein Werk. Der Philosoph und seine Verleger. Insel, Frankfurt am Main 2005, ISBN 3-458-17252-1.
- Margot Fleischer: Schopenhauer. Herder, Freiburg im Breisgau 2001, ISBN 3-451-04931-7.
- Margot Fleischer: Schopenhauer als Kritiker der Kantischen Ethik. Königshausen & Neumann, Würzburg 2003, ISBN 3-8260-2470-2.
- Adrian Gmelch: Die politische Philosophie Arthur Schopenhauers. Diplomica Verlag, Hamburg 2016, ISBN 978-3-95934-910-9.
- Wilhelm Gwinner: Arthur Schopenhauer aus persönlichem Umgang dargestellt. 1. Auflage Brockhaus 1862, 2. Auflage. Verlag Waldemar Kramer, Frankfurt am Main 1987, ISBN 3-7829-0349-8 (Diese Biographie wurde kurz nach Schopenhauers Tod verfasst).
- Rudolf Haym: Arthur Schopenhauer. Biographie. 1864
- Arthur Hübscher: Schopenhauer. Biographie eines Weltbildes. (= Reclams Universal-Bibliothek. 7716/17). Reclam, Stuttgart 1952, DNB 457036427.
- Arthur Hübscher: Denker gegen den Strom. Schopenhauer: Gestern – heute – morgen. Bouvier, Bonn 1973, ISBN 3-416-00950-9.
- Arthur Hübscher: Arthur Schopenhauer, ein Lebensbild. 3. Auflage. Brockhaus, Mannheim 1988, ISBN 3-7653-0418-2.
- Lore Hühn: Schopenhauer, Arthur. In: Neue Deutsche Biographie (NDB). Band 23, Duncker & Humblot, Berlin 2007, ISBN 978-3-428-11204-3, S. 471–473 (Digitalisat).
- Raphael von Koeber: Schopenhauers Erlösungslehre. Duncker, Berlin 1882.
- Ferdinand Laban: Die Schopenhauer-Literatur. Versuch einer chronologischen Übersicht derselben. Reprint der Ausgabe von 1880. Franklin, New York 1970.
- Hugo Liepmann: Schopenhauer, Arthur. In: Allgemeine Deutsche Biographie (ADB). Band 32, Duncker & Humblot, Leipzig 1891, S. 333–346.
- Ludger Lütkehaus (Hrsg.): Das Buch als Wille und Vorstellung. Arthur Schopenhauers Briefwechsel mit Friedrich Arnold Brockhaus. Beck, München 1996, ISBN 3-406-40956-3.
- Ludger Lütkehaus: Nichts – Abschied vom Sein, Ende der Angst. Haffmans Verlag, Zürich 2003, ISBN 3-86150-544-4.
- Barbara Neymeyr: Ästhetische Autonomie als Abnormität. Kritische Analysen zu Schopenhauers Ästhetik im Horizont seiner Willensmetaphysik. (=Quellen und Studien zur Philosophie. Bd. 42) Walter de Gruyter, Berlin/New York 1996, ISBN 3-11-015229-0.
- Bryan Magee: The Philosophy of Schopenhauer. Oxford University Press, Oxford 1997, ISBN 0-19-823722-7.
- Rüdiger Safranski: Schopenhauer und die wilden Jahre der Philosophie. Hanser, München 1987, ISBN 3-446-14490-0.
- Alfred Schmidt: Schopenhauer und der Materialismus. In: Alfred Schmidt: Drei Studien über Materialismus. Schopenhauer. Horkheimer. Glücksproblem. Hanser, München/Wien 1977, ISBN 3-446-12460-8, S. 21–79.
- Raymund Schmidt: Schopenhauer-Brevier. (= Sammlung Dieterich. Band 37). Dieterich’sche Verlagsbuchhandlung, Leipzig 1938.
- Walther Schneider: Schopenhauer. Dausien, Hanau 1985, ISBN 3-7684-4552-6.
- Daniel Schubbe, Matthias Koßler (Hrsg.): Schopenhauer-Handbuch: Leben – Werk – Wirkung. J.B. Metzler, Stuttgart 2014, ISBN 978-3-476-02444-2.
- Georg Simmel: Schopenhauer und Nietzsche. Ein Vortragszyklus. Mit einem Nachwort von Klaus H. Fischer „Über Simmel, Schopenhauer und Nietzsche“. Wissenschaftlicher Verlag, Schutterwald (Baden) 2001, ISBN 3-928640-14-3.
- Volker Spierling: Arthur Schopenhauer. Eine Einführung in Leben und Werk. Reclam, Leipzig 1998, ISBN 3-379-01626-8.
- Volker Spierling: Kleines Schopenhauer-Lexikon. Reclam-Verlag, Ditzingen 2010, ISBN 978-3-15-020192-3.
- Volker Spierling: Arthur Schopenhauer zur Einführung. 4., korrigierte Auflage. Junius, Hamburg 2015, ISBN 978-3-88506-631-6.
- Robert Zimmer: Arthur Schopenhauer. Ein philosophischer Weltbürger. Biografie. dtv, München 2010, ISBN 978-3-423-24800-6.
- Robert Zimmer: Schopenhauer und die Folgen. Die Person Schopenhauers und seine Bedeutung für Kunst und Philosophie der Moderne. J.B. Metzler, Stuttgart 2018, ISBN 978-3-476-04641-3.

Belletristik:
- Christoph Poschenrieder: Die Welt ist im Kopf. Diogenes, Zürich 2010, ISBN 978-3-257-06741-5 (Der Roman begleitet Schopenhauer auf einer Reise nach Italien).
- Irvin D. Yalom: Die Schopenhauer-Kur. btb, München 2005, ISBN 3-442-75126-8 (Ein Roman, der Psychotherapie mit der Philosophie Schopenhauers verbindet).
- Alain de Botton: Trost der Philosophie. Eine Gebrauchsanweisung. (Originalausgabe: The Consolations of Philosophy) S. Fischer Verlag, Frankfurt am Main, 2001, ISBN 3-10-046317-X (Kapitel: Schopenhauer: Trost bei gebrochenem Herzen)
- Christian Kortmann: Happy Hour Schopenhauer. Roman einer Bibliotherapie. Turia + Kant, Wien/Berlin 2022, ISBN 978-3-98514-030-5[64]